# Argentina
Argentina, oficialmente República Argentina (pronunciado em espanhol: [reˈpuβlika aɾxenˈtina]), é o segundo maior país da América do Sul em território e o terceiro em termos de população, constituída como uma federação de 23 províncias e uma cidade autônoma, Buenos Aires, capital do país. É o oitavo maior país do mundo em área territorial e o maior entre as nações de língua espanhola, embora México, Colômbia e Espanha, que possuem menor território, sejam mais populosos.
A área continental da Argentina está entre a cordilheira dos Andes a oeste e o oceano Atlântico, a leste. Faz fronteira com o Paraguai e Bolívia ao norte, com o Brasil e Uruguai a nordeste e com o Chile a oeste e sul. A Argentina reivindica uma parte da Antártida, sobrepondo as reivindicações do Chile e do Reino Unido no continente antártico, mesmo após todas as reivindicações terem sido suspensas pelo Tratado da Antártida de 1961. O país reivindica ainda as Ilhas Malvinas (em castelhano:  Islas Malvinas) e Geórgia do Sul e Sandwich do Sul, que são administradas pelo Reino Unido como territórios britânicos ultramarinos.
O mais antigo registro de presença humana na área atualmente conhecida como Argentina é datado do período paleolítico. A colonização espanhola iniciou-se em 1512. A Argentina emergiu como o Estado sucessor do Vice-Reino do Rio da Prata, uma colônia espanhola fundada em 1776. A declaração e a luta pela independência (1810–1818) foi seguida por uma longa guerra civil, que durou até 1861 e terminou com a reorganização do país em uma federação de províncias, com a cidade de Buenos Aires como capital. Durante a segunda metade do século XX, a Argentina enfrentou vários golpes militares e períodos de instabilidade política, juntamente com crises econômicas periódicas que contiveram seu pleno desenvolvimento econômico e social.
Uma potência média reconhecida, a Argentina é uma das maiores economias da América do Sul, com uma classificação muito alta no Índice de Desenvolvimento Humano. Na América Latina, a Argentina possui o quinto maior PIB per capita (nominal) e o maior PIB per capita em paridade do poder de compra. Analistas argumentam que o país tem "uma forte base para o crescimento futuro devido ao tamanho do seu mercado, aos níveis de investimento direto estrangeiro e ao percentual de exportações de alta tecnologia como parte do total de bens manufaturados" e é classificado pelos investidores como uma economia emergente. A Argentina é um membro fundador da Organização das Nações Unidas, do Mercosul, da União de Nações Sul-Americanas e da Organização Mundial do Comércio e continua sendo um dos G20.

## Etimologia
O primeiro gentílico aplicado pelos europeus ao povo habitante da atual Argentina foi o termo castelhano "rioplatense". O nome foi dado por um equívoco feito por Sebastião Caboto em 1526, quando passou pelo estuário do Rio Uruguai e o chamou de Rio de La Plata ("Rio da Prata"), enganado pelo metal precioso que encontrou nas mãos de alguns indígenas, sem saber que eles o haviam tomado dos marinheiros da expedição portuguesa dirigida por Aleixo Garcia. Embora o equívoco tenha se esclarecido pouco depois, o nome manteve-se e logo o gentílico "rioplatense" aplicou-se em espanhol para designar os habitantes de ambas as margens do Rio da Prata, o qual os índios chamavam de Paraná-Guazú (termo que, traduzido da língua guarani, significa "mar gigante").
A prata, em latim, recebe o nome de argentum, nome substantivo ao qual corresponde o adjetivo argentinus. O nome "Argentina" foi usado pela primeira vez pelo poeta Miguel Del Barco Centenera (1535–1605) em seu poema histórico Argentina y la Conquista del Río de la Plata ("Argentina e a Conquista do Rio da Prata"), publicado em 1602, 66 anos depois da fundação do Puerto de Nuestra Señora Santa Maria del Buen Aire ("Porto de Nossa Senhora Santa Maria do Bom Ar"), a atual cidade de Buenos Aires. O substantivo "Argentina" foi utilizado amplamente a partir do século XVIII para designar toda a região do Rio da Prata, abarcando os atuais territórios do Uruguai, Paraguai e parte do estado brasileiro do Rio Grande do Sul.

## História

### Era pré-colombina

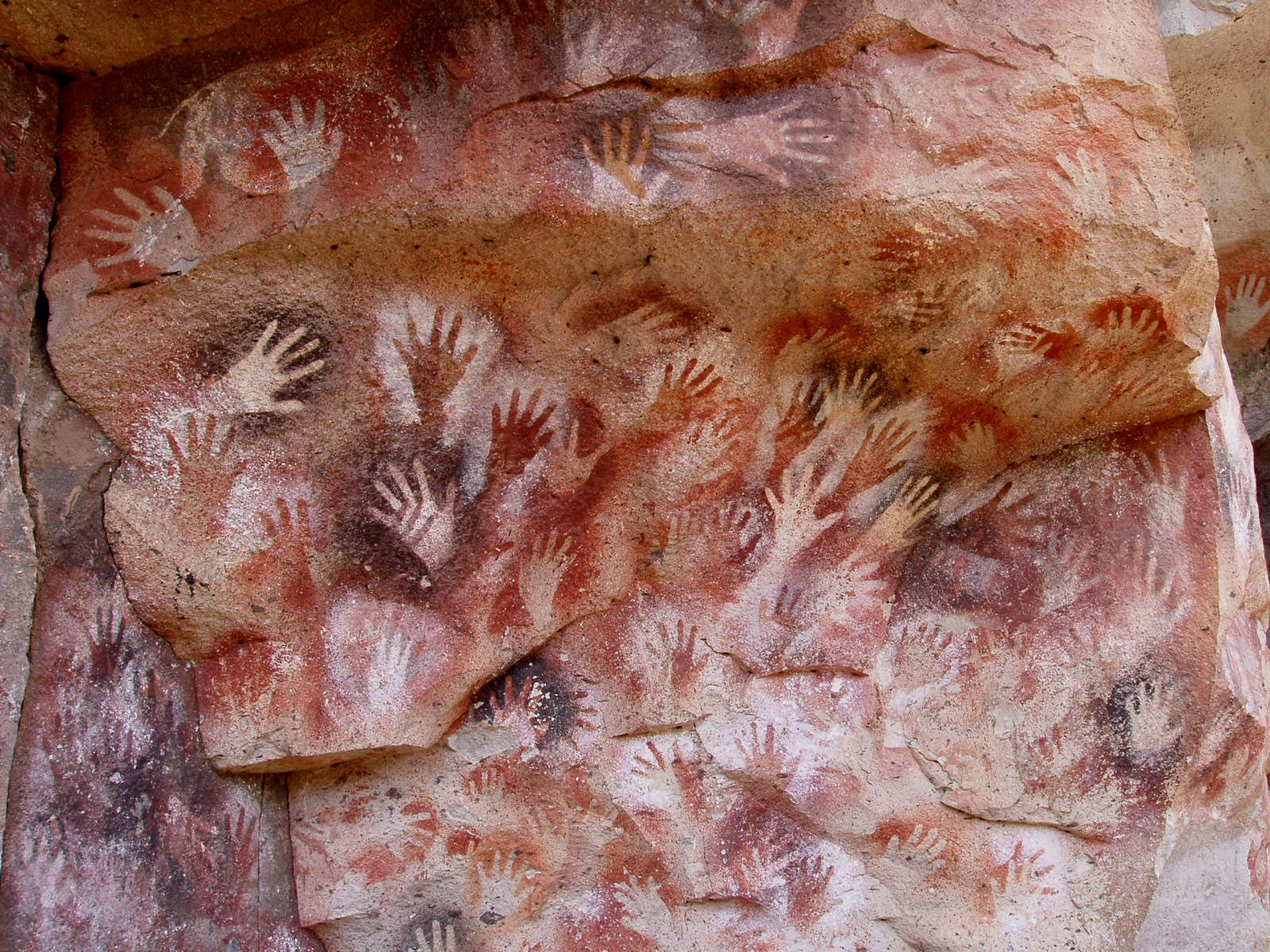
Cueva de las Manos, uma das mais antigas expressões humanas da América do Sul

A área conhecida atualmente como a Argentina era relativamente pouco povoada até o período da colonização europeia. Os primeiros vestígios de vida humana são datados do período Paleolítico e há indícios adicionais dos períodos Mesolítico e Neolítico. No entanto, grandes áreas do interior eram aparentemente despovoadas durante um extenso período de secas entre 4000 e 2000 a.C..
Até o período da colonização europeia, a Argentina era relativamente pouco povoada por um grande número de culturas diversas com organizações sociais diferentes, que podem ser divididas em três grupos principais. O primeiro grupo são caçadores e coletores de alimentos sem desenvolvimento de cerâmica, como os povos selknam e yaghan. O segundo grupo são os caçadores avançados e os coletores de alimento que incluem os puelche, querandí e serranos no centro-leste; e os tehuelche no sul — todos eles conquistados pelos mapuches que se espalham do Chile — e o kom e wichi no norte. O último grupo são os agricultores com cerâmica, como os charruas, minuanos e guaranis no nordeste, com práticas de queimadas e existência semissedentária; a avançada cultura diaguita comercializava no noroeste, que foi conquistado pelo Império Inca em torno de 1480; os toconotés e comechingones vivam no centro do país e os huarpes, uma cultura que criava lhamas e foi fortemente influenciada pelos incas, no centro-oeste.

### Período colonial

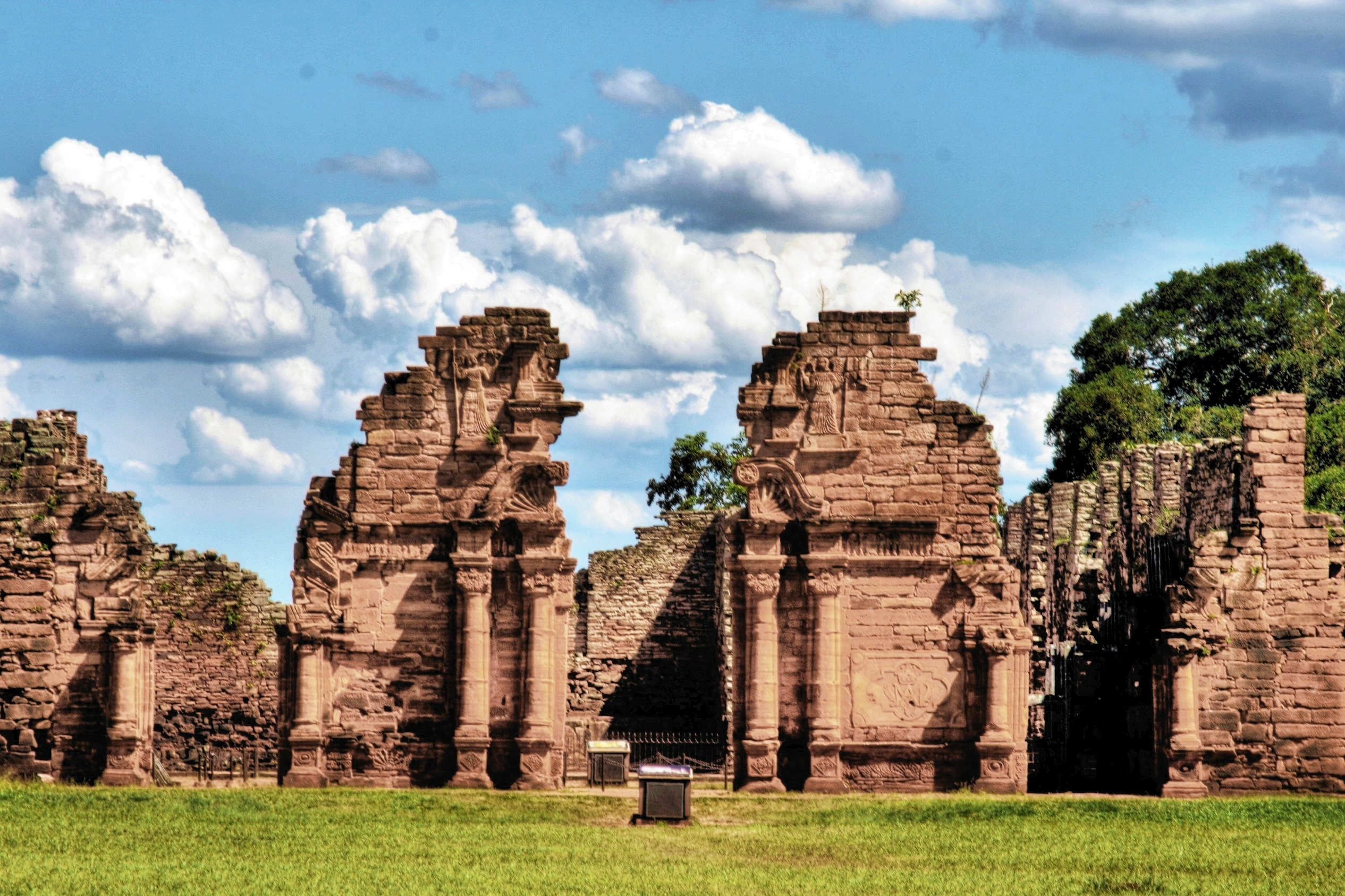
Ruínas da missão jesuítica de San Ignacio Miní, um Patrimônio Mundial pela UNESCO

Os europeus chegaram pela primeira vez à região com a viagem de 1502 de Américo Vespúcio. Os navegadores espanhóis Juan Díaz de Solís e Sebastian Cabot visitaram o território que hoje é a Argentina em 1516 e 1526, respectivamente. Em 1536 Pedro de Mendoza fundou o pequeno povoado de Buenos Aires, que foi abandonado em 1541.
Outros esforços de colonização vieram do Paraguai — estabelecendo o Governo do Rio da Prata — Peru e Chile. Francisco de Aguirre fundou Santiago del Estero em 1553. Londres foi fundada em 1558; Mendoza, em 1561; San Juan, em 1562; San Miguel de Tucumán, em 1565. Juan de Garay fundou Santa Fé em 1573 e no mesmo ano Jerónimo Luis de Cabrera criou Córdoba. Garay foi mais para o sul para refundar Buenos Aires em 1580. San Luis foi estabelecida em 1596.
Nos séculos XVI e XVII, a economia argentina foi baseada na exploração de prata, com o uso da mão de obra dos indígenas. Ocorre a miscigenação entre colonos espanhóis e os ameríndios.
No século XVII, jesuítas espanhóis criam missões na Bacia do Prata, com o objetivo de catequizar os indígenas e proteger os nativos de caçadores de escravos. Além disso, nesse período intensifica-se o contrabando e a pirataria, sobretudo na região do Rio da Prata.
As primeiras cabeças de gado chegaram à Argentina logo no início da colonização, em 1556, e ao longo do tempo foram se multiplicando, graças aos amplos pastos da região dos Pampas. No século XVIII, a pecuária já era uma das bases da economia argentina.
Em 1776, foi criado o Vice-Reino do Rio da Prata, desmembrado do Vice-Reino do Peru. Buenos Aires é escolhida capital do novo vice-reino e começa a concentrar poder, desestabilizando a política local.
Buenos Aires repeliu duas invasões britânicas malfadadas em 1806 e 1807. As ideias do Iluminismo e o exemplo das primeiras Revoluções Atlânticas geraram críticas à monarquia absolutista que governava o país. Como no resto da América espanhola, a queda de Fernando VII durante a Guerra Peninsular criou grande preocupação.

### Independência e guerras civis

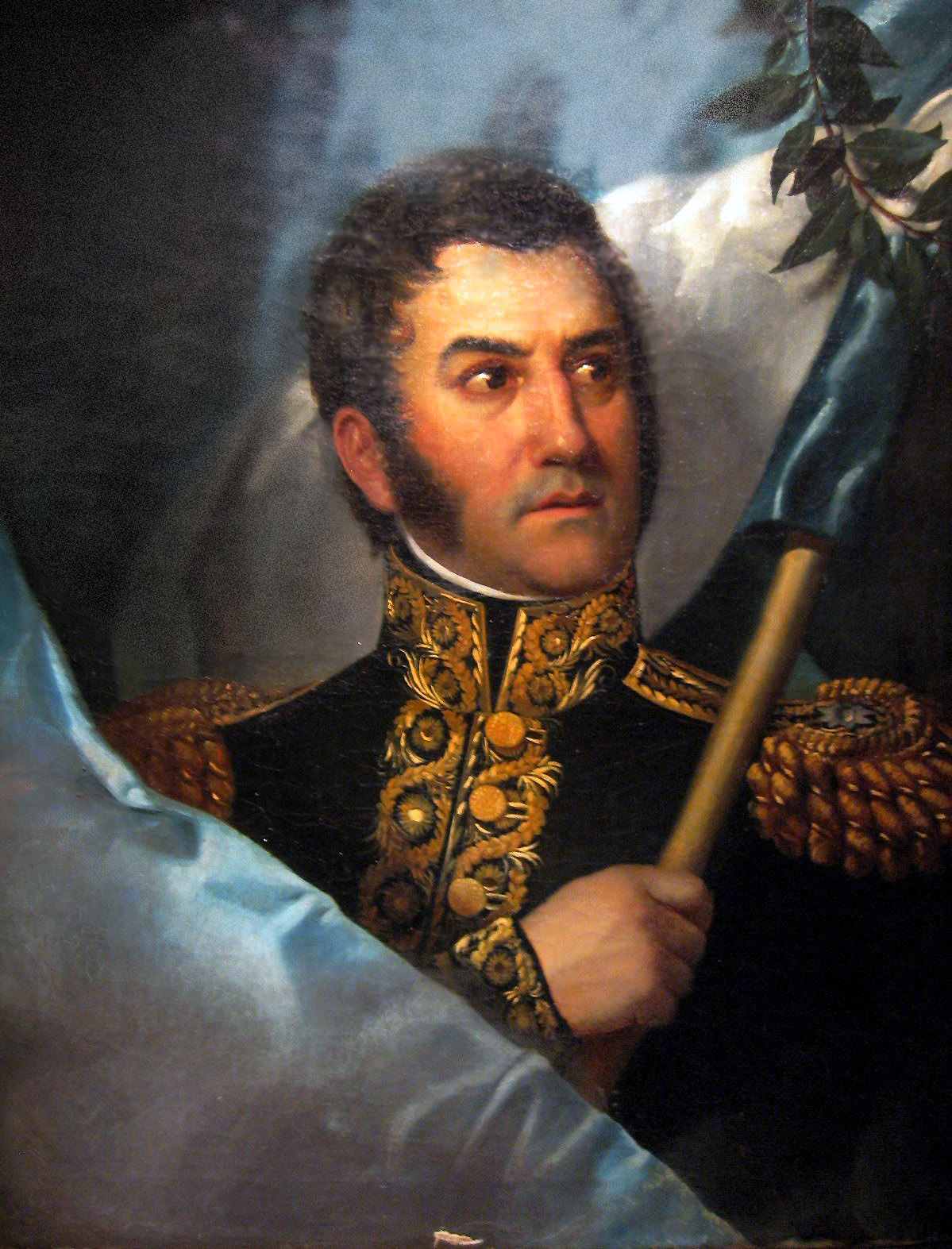
José de San Martín, libertador de Argentina, Chile e Peru, na Catedral de Buenos Aires

Ao iniciar o processo de emersão da Argentina como o Estado sucessor ao Vice-Reino do Rio da Prata, a Revolução de Maio de 1810 substituiu o vice-rei Baltasar Hidalgo de Cisneros pela Primeira Junta, um novo governo em Buenos Aires composto por habitantes locais. Nos primeiros confrontos da Guerra da Independência, a Junta esmagou uma contrarrevolução em Córdoba, mas não conseguiu superar as da Banda Oriental, do Alto Peru e do Paraguai, que mais tarde se tornaram Estados independentes.
Os revolucionários se dividiram em dois grupos antagonistas: os centralistas e os federalistas — uma medida que definiria as primeiras décadas de independência da Argentina. A Assembleia do ano XIII nomeou Gervasio Antonio de Posadas como primeiro Diretor Supremo das Províncias Unidas do Rio da Prata.
Em 1816 o Congresso de Tucumán formalizou a Declaração de Independência. Um ano depois, o general Martín Miguel de Güemes parou os defensores da coroa espanhola no norte e o general José de San Martín tomou um exército através dos Andes e garantiu a independência do Chile; então conduziu a luta à fortaleza espanhola de Lima e proclamou a independência do Peru. Em 1819, Buenos Aires decretou uma constituição centralista que fosse substituída pela federalista.
A Batalha de Cepeda de 1820, travada entre os centralistas e os federalistas, resultou no fim do governo do Diretor Supremo. Em 1826, Buenos Aires promulgou outra constituição centralista, com Bernardino Rivadavia sendo nomeado como o primeiro presidente do país. Entretanto, as províncias do interior se opuseram a ele, forçaram sua renúncia e rejeitaram a constituição. Centralistas e Federalistas retomaram a guerra civil; este último grupo prevaleceu e formou a Confederação Argentina em 1831, liderada por Juan Manuel de Rosas. Durante seu regime ele enfrentou um bloqueio naval francês (1838–1840), a Guerra da Confederação (1836–1839) e um bloqueio anglo-francês (1845–1850), mas manteve-se invicto e impediu a perda de território nacional. Suas políticas de restrição ao comércio, porém, irritaram as províncias do interior e, em 1852, Justo José de Urquiza, outro caudilho poderoso, o tirou do poder. Como novo presidente da Confederação, Urquiza promulgou a Constituição liberal e federal de 1853. Buenos Aires se separou, mas foi forçada a voltar para a Confederação depois de ser derrotada na Batalha de Cepeda de 1859.

### Ascensão da nação moderna

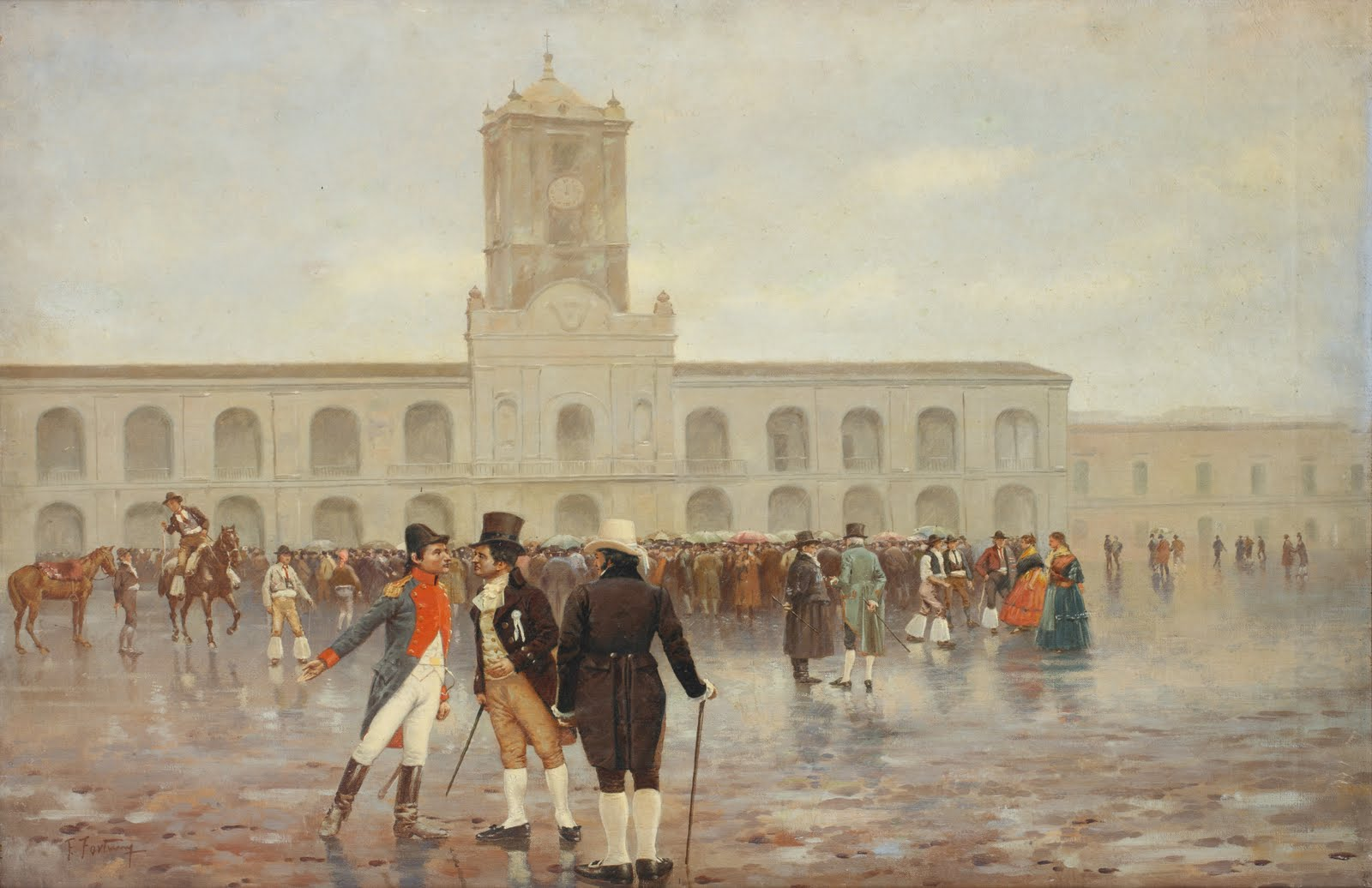
Pessoas reunidas em frente ao Cabildo de Buenos Aires durante a Revolução de Maio, que forçou a renúncia do vice-rei e substituiu seu governo pela Primera Junta, o primeiro governo argentino independente.

Ao superar Urquiza na Batalha de Pavón em 1861, Bartolomé Mitre garantiu a predominância de Buenos Aires e foi eleito como o primeiro presidente do país reunificado. Foi seguido por Domingo Faustino Sarmiento e Nicolás Avellaneda; estas três presidências estabeleceram as bases do moderno Estado argentino.
Entre 1878 e 1885, sob a liderança do General Julio Argentino Roca, Ministro de Guerra de Avellaneda e posteriormente Presidente da República, a Argentina expande seu território para o sul, conquistando a Patagônia, na chamada "Campanha do Deserto". Esse processo resultou no extermínio de grande parte dos indígenas patagônios e fueguinos.
Começando com Julio Argentino Roca em 1880, dez governos federais consecutivos enfatizaram políticas econômicas liberais. A onda maciça de imigração europeia que se seguiu — menor apenas que a dos Estados Unidos — levou a uma quase reinvenção da sociedade e da economia argentinas que, em 1908, haviam colocado o país como a sétima nação mais próspera do mundo. Impulsionada por esta onda de imigração e mortalidade decrescente, a população argentina cresceu cinco vezes e a economia 15 vezes: de 1870 a 1910 as exportações argentinas de trigo passaram de 100 000 para 2 500 000 toneladas por ano, enquanto as exportações de carne congelada aumentaram de 25 000 para 365 000 t por ano, colocando a Argentina como um dos cinco maiores exportadores mundiais. Sua rede ferroviária aumentou de 503 km para 31 104 km. Aprimorada por um novo sistema de ensino público, obrigatório, livre e secular, a alfabetização disparou de 22% para 65%, um nível mais alto do que a maioria das nações latino-americanas atingiria até 50 anos mais tarde. Além disso, o PIB nominal do país cresceu tão rápido que, apesar do enorme influxo de imigração, a renda per capita entre 1862 e 1920 passou de 67% da dos países desenvolvidos para 100%.

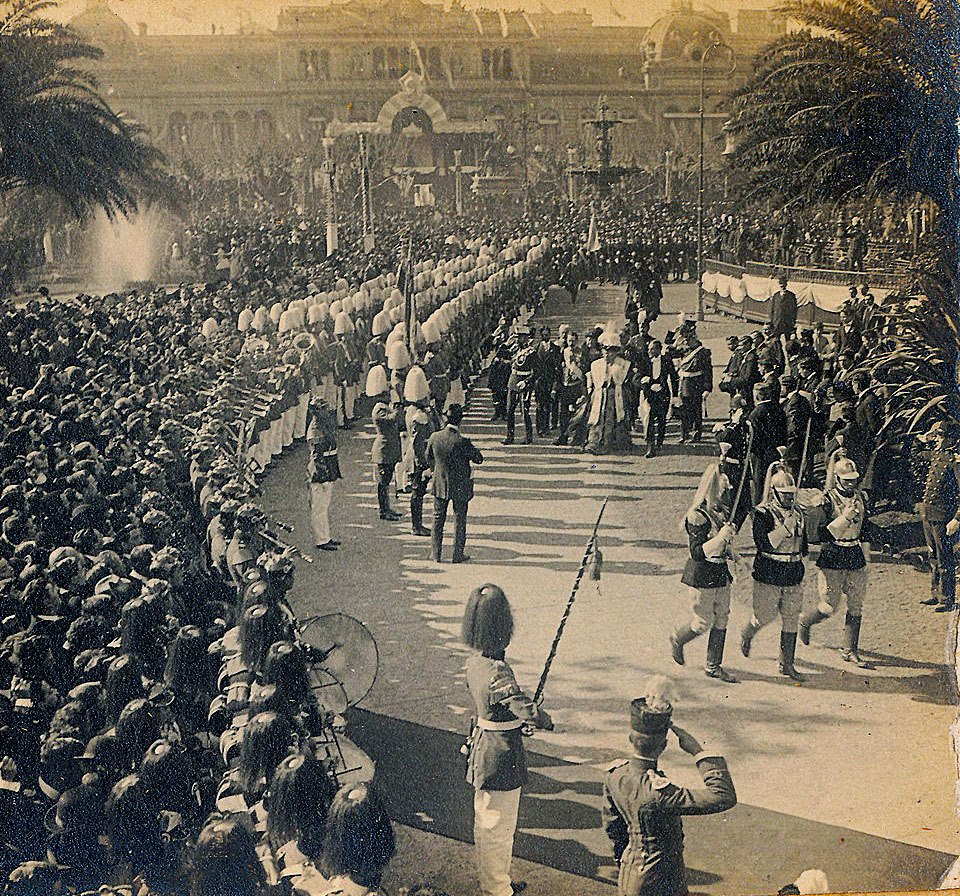
Centenário da Argentina, celebrado em 25 de maio de 1910

Em 1865, a Argentina já era uma das 25 nações mais ricas e, em 1908, ultrapassou a Dinamarca, o Canadá e os Países Baixos para chegar ao 7º lugar, atrás da Suíça, Nova Zelândia, Austrália, Estados Unidos, Reino Unido e Bélgica. O rendimento per capita da Argentina era 70% superior ao da Itália, 90% superior ao da Espanha, 180% superior ao do Japão e 400% superior ao do Brasil. Apesar dessas realizações singulares, o país demorou a cumprir seus objetivos originais de industrialização: depois do forte desenvolvimento de indústrias locais na década de 1920, uma parte significativa do setor manufatureiro continuou a ser intensiva em mão de obra na década de 1930.
Em 1912, o presidente Roque Sáenz Peña promulgou o sufrágio universal masculino e secreto, o que permitiu que Hipólito Yrigoyen, líder da União Cívica Radical (ou UCR), ganhasse a eleição de 1916. Ele promulgou reformas sociais e econômicas e ampliou a assistência aos agricultores familiares e às pequenas empresas. A Argentina permaneceu neutra durante a Primeira Guerra Mundial. A segunda administração de Yrigoyen enfrentou uma crise econômica, influenciada pela Grande Depressão.

### Década Infame

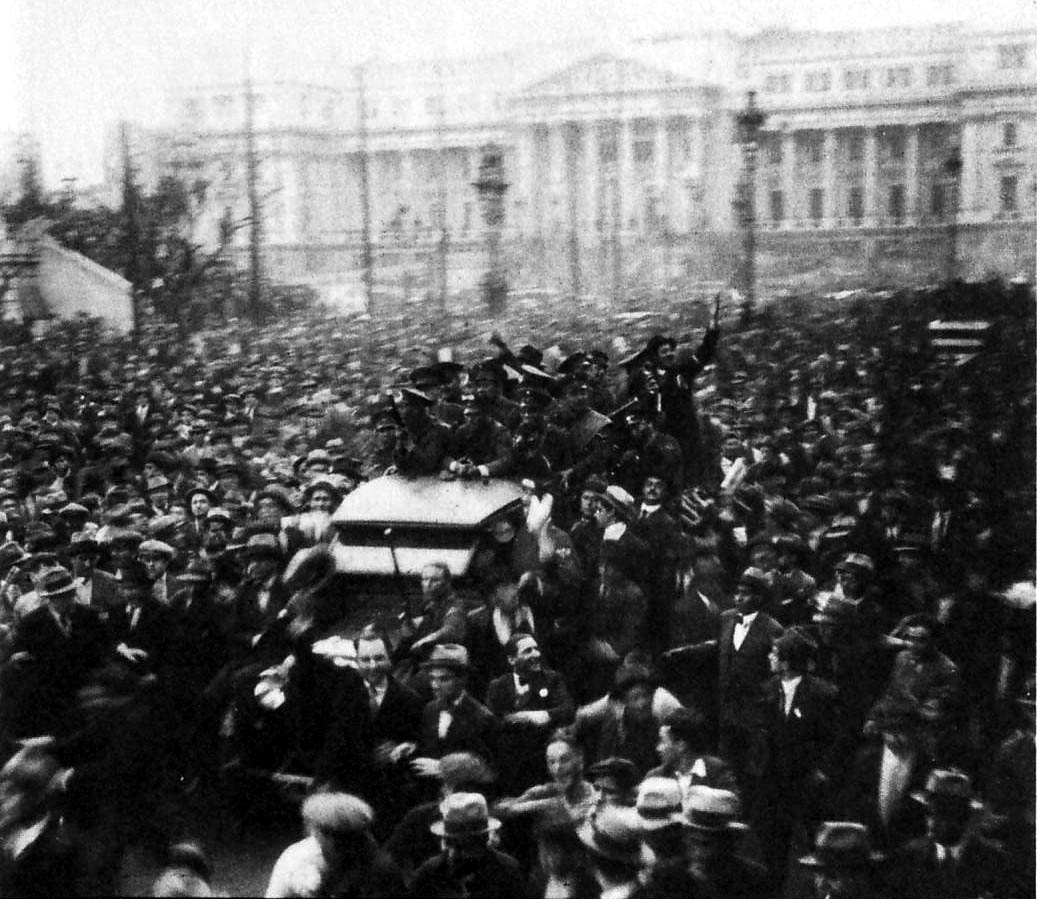
Golpe de Estado na Argentina em 1930

Em 1930, Yrigoyen foi expulso do poder pelos militares liderados por José Félix Uriburu. Embora a Argentina tenha permanecido entre os 15 países mais ricos até meados do século, este golpe de Estado marca o início de um declínio econômico e social constante que empurrou o país de volta ao subdesenvolvimento.
Uriburu governou por dois anos; então Agustín Pedro Justo foi eleito em uma eleição fraudulenta e assinou um tratado controverso com o Reino Unido. A Argentina permaneceu neutra durante a Segunda Guerra Mundial, uma decisão que teve pleno apoio britânico, mas foi rejeitada pelos Estados Unidos após o ataque a Pearl Harbor. Um novo golpe militar derrubou o governo e a Argentina declarou guerra às Potências do Eixo um mês antes do final da Segunda Guerra Mundial na Europa. O ministro do bem-estar, Juan Domingo Perón, foi despedido e preso por causa de sua alta popularidade entre os trabalhadores. Sua libertação foi forçada por uma demonstração popular maciça, o que o levou a ganhar a eleição de 1946.

### Peronismo

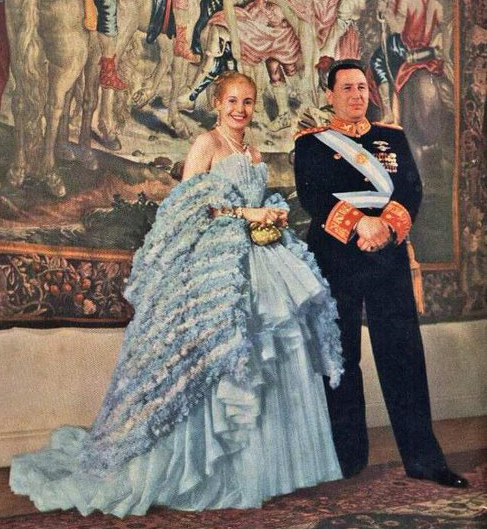
Juan Domingo Perón, presidente da Argentina por três mandatos, e sua esposa Eva (ou Evita), fundadores de um movimento político conhecido como peronismo

Perón criou um movimento político conhecido como peronismo. Ele nacionalizou indústrias e serviços estratégicos, melhorou os salários e as condições de trabalho, pagou toda a dívida externa e conseguiu quase o pleno emprego. A economia, no entanto, começou a declinar em 1950, por causa do excesso de despesas. Sua esposa altamente popular, Eva Perón, tinha um papel político central. Ela incentivou o congresso a decretar o sufrágio universal das mulheres em 1947 e desenvolveu uma assistência social sem precedentes aos setores mais vulneráveis da sociedade. No entanto, devido ao seu estado de saúde, não pôde concorrer à vice-presidência em 1951, ocasião em que Perón foi reeleito com uma votação maior do que em 1946, e ela morreu de câncer no ano seguinte, enfraquecendo o governo. Em 1955, a Marinha Argentina bombardeou a Praça de Maio numa tentativa de matar o Presidente. Poucos meses depois, durante o autochamado golpe da Revolução Libertadora, ele renunciou e entrou em exílio na Espanha.
O novo chefe de Estado, Pedro Eugenio Aramburu, proscreveu o peronismo e proibiu todas as suas manifestações; no entanto, os peronistas se mantiveram subterrâneos. Arturo Frondizi, da UCR, ganhou as eleições seguintes, em 1958. Ele incentivou o investimento para alcançar a autossuficiência energética e industrial, reverteu um déficit comercial crônico e acabou com a proibição ao peronismo; contudo, seus esforços em manter boas relações com peronistas e militares lhe trouxe rejeição de ambos os grupos e um novo golpe de Estado o tirou do poder em 1962, mas o chefe do Senado, José María Guido, reagiu rapidamente e aplicou a legislação contra o vácuo contra o poder, tornando-se presidente; as eleições foram revogadas e o peronismo proscrito novamente. Arturo Illia (UCR) foi eleito em 1963 e levou a um aumento geral da prosperidade; no entanto suas tentativas de legalizar o peronismo resultaram em sua deposição em 1966, por meio de um golpe de Estado liderado por Juan Carlos Onganía, conhecido como "Revolução Argentina", que estabeleceu um novo governo militar que procurou governar indefinidamente. Onganía foi afastado da presidência em 1970.
Em 1971, o General Alejandro Lanusse negocia a volta de Perón para a Argentina. Perón é eleito presidente em 1973, mas morre no ano seguinte, sendo sucedido pela sua viúva e vice-presidente, Isabelita Perón.

### Regime militar
O país se encontrou num caos político durante o governo de Isabelita. Grupos extremistas realizavam sequestros e assassinatos, levando a sociedade a um terror poucas vezes visto no país. Nesta situação, em março de 1976 um golpe de estado derruba a presidente e o líder da junta militar, o General Jorge Rafael Videla, assume a Presidência, assim iniciando a ditadura militar argentina, autodenominada pelos militares de "Processo de Reorganização Nacional", que se caracterizou por acentuada repressão. Assim como os outros países do Cone Sul, o governo argentino integrou a Operação Condor.
A administração de Videla foi marcada por violações sistemáticas aos direitos humanos, com constantes perseguições, torturas e execuções de presos políticos, além de conflitos fronteiriços com o Chile, que estiveram próximas de um conflito armado — matéria diplomaticamente mediada por João Paulo II. Bebês filhos de opositores da ditadura eram sequestrados e dados a famílias apoiadoras do regime, o que ocasionou o surgimento de grupos que lutam pela descoberta das crianças sequestradas, como as Mães da Praça de Maio e as Avós da Praça de Maio. Houve também desmantelamento dos sindicatos e polarização na divisão de classes sociais. A economia do país, porém, cresceu, tornando-se mais competitiva e moderna, adaptando-se às correntes mundiais. Houve também um grande incremento nas obras públicas.
Videla é substituído em 1981 por Roberto Viola, que promete diálogo com a oposição, mas é deposto no mesmo ano pelo General Leopoldo Galtieri.
Buscando apoio popular, em 1982 a Argentina invade as Ilhas Malvinas (ou Falklands), território ultramarino britânico reivindicado pelo país sul-americano, assim iniciando a Guerra das Malvinas. O absoluto fracasso das tropas argentinas e a morte de aproximadamente 600 jovens soldados levaram à renúncia de Galtieiri, que é substituído por Reynaldo Bignone, que negocia a volta dos civis ao poder. Desse modo, a guerra foi o golpe significativo à ditadura militar argentina.

### Período contemporâneo

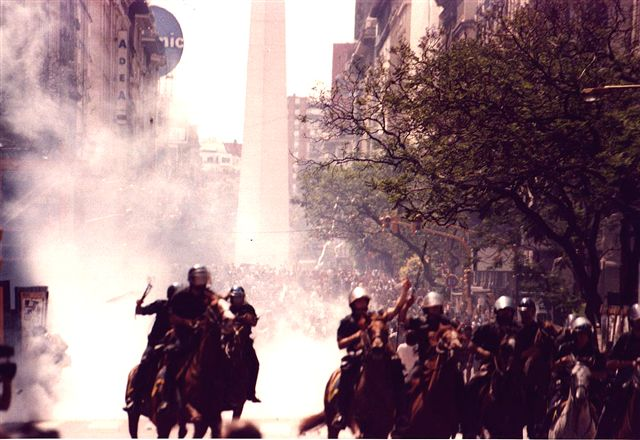
Intervenção policial nas ruas de Buenos Aires durante a crise de 2001

Em 10 de dezembro de 1983, Raúl Alfonsín (UCR), eleito naquele mesmo ano, toma posse como presidente, assinalando o retorno da democracia à Argentina. Logo após, uma comissão descobriu que cerca de 10 mil argentinos foram mortos durante a ditadura militar. Alfonsín ordenou a prisão de altos comandantes militares, mas revoltas militares forçaram o presidente a anistiar comandantes subalternos. Além disso, nessa época a hiperinflação se torna um grande problema, provocando saques e quebra-quebras.
Em 1989, Carlos Menem é eleito presidente e toma posse, com uma inflação de 5 000%. Seu governo foi marcado por medidas de combate à inflação e uma orientação econômica neoliberal. Em 1991, o Ministro da Economia, Domingo Cavallo, torna o peso argentino paritário ao dólar estadunidense, congelando a inflação, e a Argentina funda o Mercosul junto com o Brasil, Uruguai e Paraguai. No ano seguinte, a estatal petrolífera e o sistema energético são privatizados. Em 1994, Menem é reeleito. As medidas econômicas adotadas mostraram-se insustentáveis, pois ao longo dessa gestão houve uma escalada do desemprego e uma prolongada recessão.
Em 1999, Fernando de la Rúa, de uma aliança oposicionista que inclui a UCR, é eleito e assume o poder, em meio a um país em recessão, com exportações afetadas devido à desvalorização do real, moeda do Brasil, um dos principais parceiros comerciais da Argentina. A coalizão governista desenvolveu fendas, e o retorno de Cavallo ao Ministério da Economia foi interpretado como um movimento de crise dos especuladores. A decisão de Cavallo falhou e acabou por ser forçado a tomar medidas para pôr fim a uma onda de fuga de capitais e para conter a crise da dívida iminente. Em 2000, o governo congela gastos públicos e reduz benefícios previdenciários e também solicita e recebe auxílio do Fundo Monetário Internacional.A situação se agrava e a Argentina enfrentou uma muito grave crise econômica e política. Em julho de 2001, boatos de desvalorização do peso provocam uma corrida aos bancos. O governo reage e, em dezembro, limita a retirada mensal por pessoa a mil dólares, no que ficou conhecido como "corralito". Com isso, protestos cada vez maiores tomam conta das ruas do país e se transformam em tumultos, com conflitos com a polícia que resultaram em várias mortes. No final do mês de dezembro, de la Rúa renúncia e foge.
Três presidentes seguiram em rápida sucessão, durante duas semanas, até o peronista de centro-esquerda Eduardo Duhalde ser escolhido presidente interino pelo Congresso Argentino em 2 de janeiro de 2002. A Argentina decreta moratória de sua dívida externa e a paridade peso-dólar é abandonada, causando uma maior desvalorização do peso e um aumento da inflação. Duhalde também teve que lidar com uma crise financeira e socioeconômica, com uma taxa de desemprego de 25% no fim de 2002 e com o menor salário real em sessenta anos. A crise acentuou a desconfiança do povo nos políticos e nas instituições. Depois de um ano abalado por protestos, a economia começou a se estabilizar no final de 2002, e o corralito foi suspenso em dezembro.

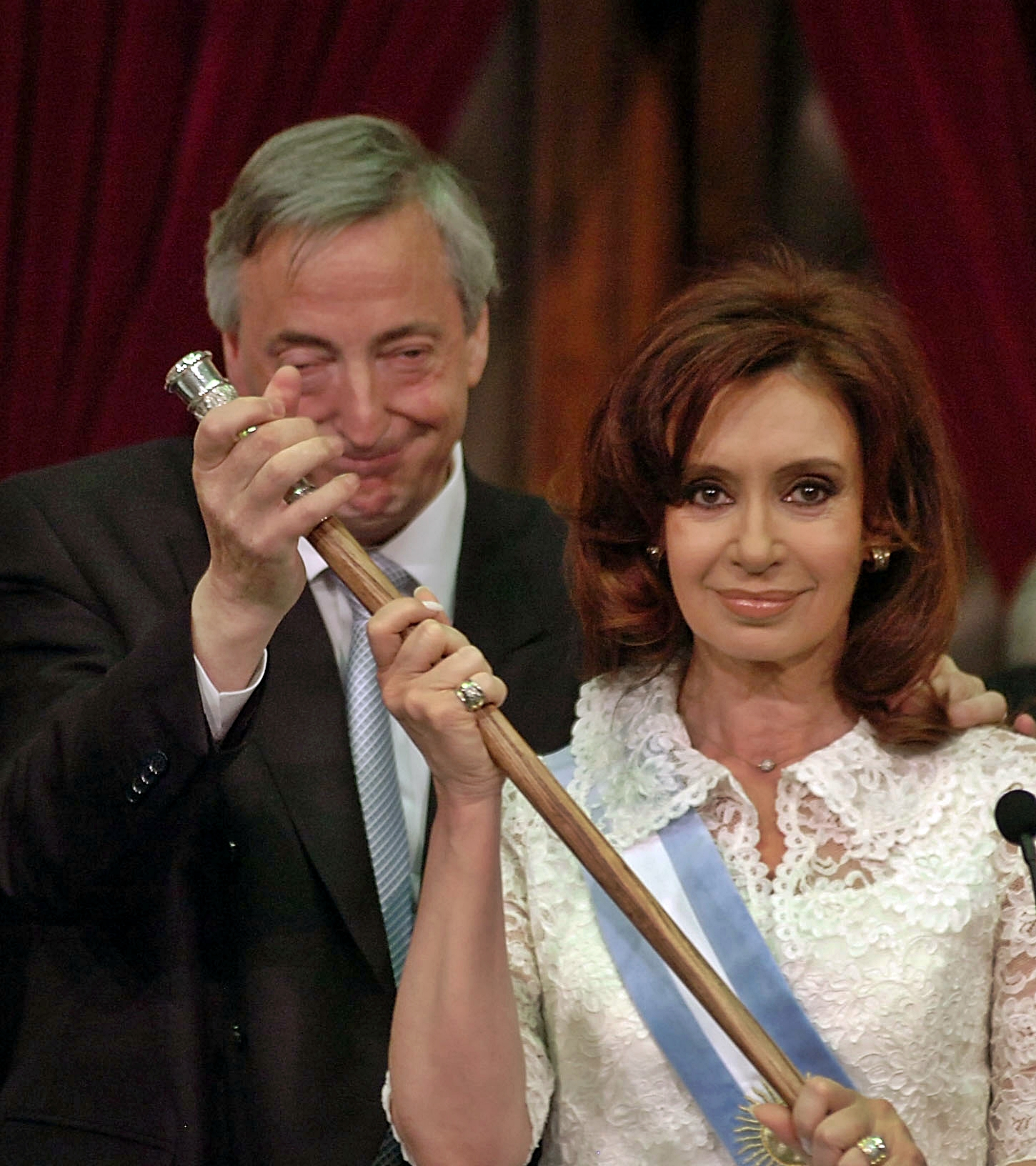
Néstor Kirchner e a sua esposa e sucessora política, Cristina Kirchner

Beneficiando-se de uma taxa de câmbio desvalorizada, o governo implementou novas políticas com base em reindustrialização e substituição de importações, e as exportações aumentaram e começaram a ter consistentes superávits comerciais e fiscais. O governador da província de Santa Cruz, Néstor Kirchner, um peronista social-democrata, foi eleito Presidente em maio de 2003. Durante a gestão de Kirchner (2003–2007), a Argentina reestruturou sua dívida em falta com um grande desconto (66%) na maioria dos títulos, pagou a dívida com o FMI, renegociou contratos com concessionárias e nacionalizou algumas empresas anteriormente privatizadas. Kirchner e seus economistas, nomeadamente Roberto Lavagna, também prosseguiram com uma política de rendimentos e vigoroso investimento em obras públicas. A economia volta a crescer.
Em 2007, a esposa de Néstor, Cristina Kirchner, é eleita e toma posse, se tornando a primeira mulher escolhida democraticamente para a Presidência e, em resultado polêmico, Fabiana Ríos, uma candidata de centro-esquerda na Província de Tierra del Fuego, tornou-se a primeira mulher na história argentina a ser eleita governadora. A presidente Kirchner, apesar de ter grande maioria no Congresso, viu um controverso plano para o aumento dos impostos às exportações agrícolas derrotado pelo surpreendente voto do vice-presidente Julio Cobos, após grandes protestos e bloqueios agrários de março a julho de 2008. A crise financeira global iniciada em 2008 fez com que Cristina intensificasse a política de seu marido de intervenção estatal em setores conturbados da economia. A pausa no crescimento econômico e erros políticos fizeram com que o kirchnerismo (filosofia política de esquerda do casal Kirchner) e seus aliados perdessem a maioria absoluta no Congresso nas eleições de 2009. Cristina Kirchner foi reeleita em 2011, com mais de 53% dos votos, o melhor desempenho de um candidato desde a redemocratização argentina, sendo a primeira mulher reeleita presidente na América Latina.
Em 22 de novembro de 2015, após um empate no primeiro turno das eleições presidenciais de 25 de outubro, o candidato da coalizão de centro-direita, Mauricio Macri, venceu ao derrotar o candidato da Frente para a Vitória, Daniel Scioli, e tornou-se presidente eleito. Macri foi o primeiro presidente não peronista democraticamente eleito desde 1916 que conseguiu completar o seu mandato sem ser deposto. Tomou posse em 10 de dezembro de 2015 e herdou uma economia com uma elevada taxa de inflação e em má situação. Em abril de 2016, o governo Macri introduziu medidas de austeridade neoliberais destinadas a combater a inflação e os défices públicos exagerados. Sob a administração de Macri, a recuperação econômica permaneceu ilusória, com o PIB a encolher 3,4%, a inflação a totalizar 240%, milhares de milhões de dólares emitidos em dívida soberana e a pobreza em massa a aumentar no final do seu mandato. Ele concorreu à reeleição em 2019, mas perdeu por quase oito pontos percentuais para Alberto Fernández, o candidato do Partido Justicialista.
Fernández e a vice-presidente Cristina Kirchner tomaram posse em dezembro de 2019, poucos meses antes de a pandemia de COVID-19 atingir a Argentina e entre acusações de corrupção, suborno e uso indevido de fundos públicos durante as presidências de Néstor e Cristina Kirchner. Em 14 de novembro de 2021, a coalizão de centro-esquerda do partido peronista no poder da Argentina, Frente de Todos, perdeu a maioria no Congresso, pela primeira vez em quase 40 anos, nas eleições legislativas intermediárias. A vitória eleitoral da coligação de centro-direita, Juntos por el Cambio, limitou o poder de Fernandez durante os seus últimos dois anos de mandato. A perda do controle do Senado dificultou-lhe a realização de nomeações importantes, inclusive para o judiciário. Também o forçou a negociar com a oposição todas as iniciativas que envia à legislatura.
Em abril de 2023, Fernández anunciou que não disputaria as próximas eleições presidenciais. O segundo turno eleitoral de 19 de novembro de 2023 terminou com uma vitória de Javier Milei, candidato antissistema e anarcocapitalista, com cerca de 56% dos votos contra 44% do candidato da coalizão no poder, Sergio Massa. Em 10 de dezembro de 2023, Milei foi empossado como o novo presidente da Argentina.

## Geografia

Imagem de satélite do Cone Sul mês a mês

A Argentina está situada no sul da América do Sul, com a Cordilheira dos Andes a oeste e o Oceano Atlântico ao sul e a leste. O país tem uma área total (excluindo a alegação da Antártida e as áreas controladas pelo Reino Unido) de 2 780 400 km², sendo que 43 710 km², ou 1,57%, é composto por água. O território argentino é dividido em seis principais regiões. Os Pampas são as planícies férteis localizadas no centro e no leste. A Mesopotâmia é uma planície delimitada pelos rios Paraná e Uruguai e o Gran Chaco localiza-se entre a Mesopotâmia e os Andes. O Cuyo está no lado leste dos Andes, e o noroeste argentino fica no norte. A Patagônia é um grande planalto localizado ao sul do país.
O ponto mais alto acima do nível do mar é o Monte Aconcágua, na província de Mendoza, com 6 959 metros de altitude, sendo considerado também o ponto mais alto do hemisfério sul e do mundo ocidental. O ponto mais baixo é a Laguna del Carbón, na província de Santa Cruz, com 105 metros abaixo do nível do mar. Este é também o ponto mais baixo da América do Sul. O ponto continental mais oriental fica a nordeste de Bernardo de Irigoyen, em Misiones, e o mais ocidental é o Parque Nacional Perito Moreno, província de Santa Cruz. O ponto mais setentrional está na confluência dos rios San Juan e Mojinete na província de Jujuy, e o mais ao sul é o Cabo San Pío, Terra do Fogo.
Os principais rios são Paraná (o maior), Pilcomayo, Paraguai, Bermejo, Colorado, Negro, Salado e Uruguai. O Paraná e o Uruguai se juntam para formar o Estuário do Rio da Prata, antes de chegar ao Atlântico. Os rios regionalmente importantes são o Atuel e Mendoza, ambos na província de Mendoza; o Chubut, na Patagônia; Rio Grand, em Jujuy e San Francisco, em Salta.

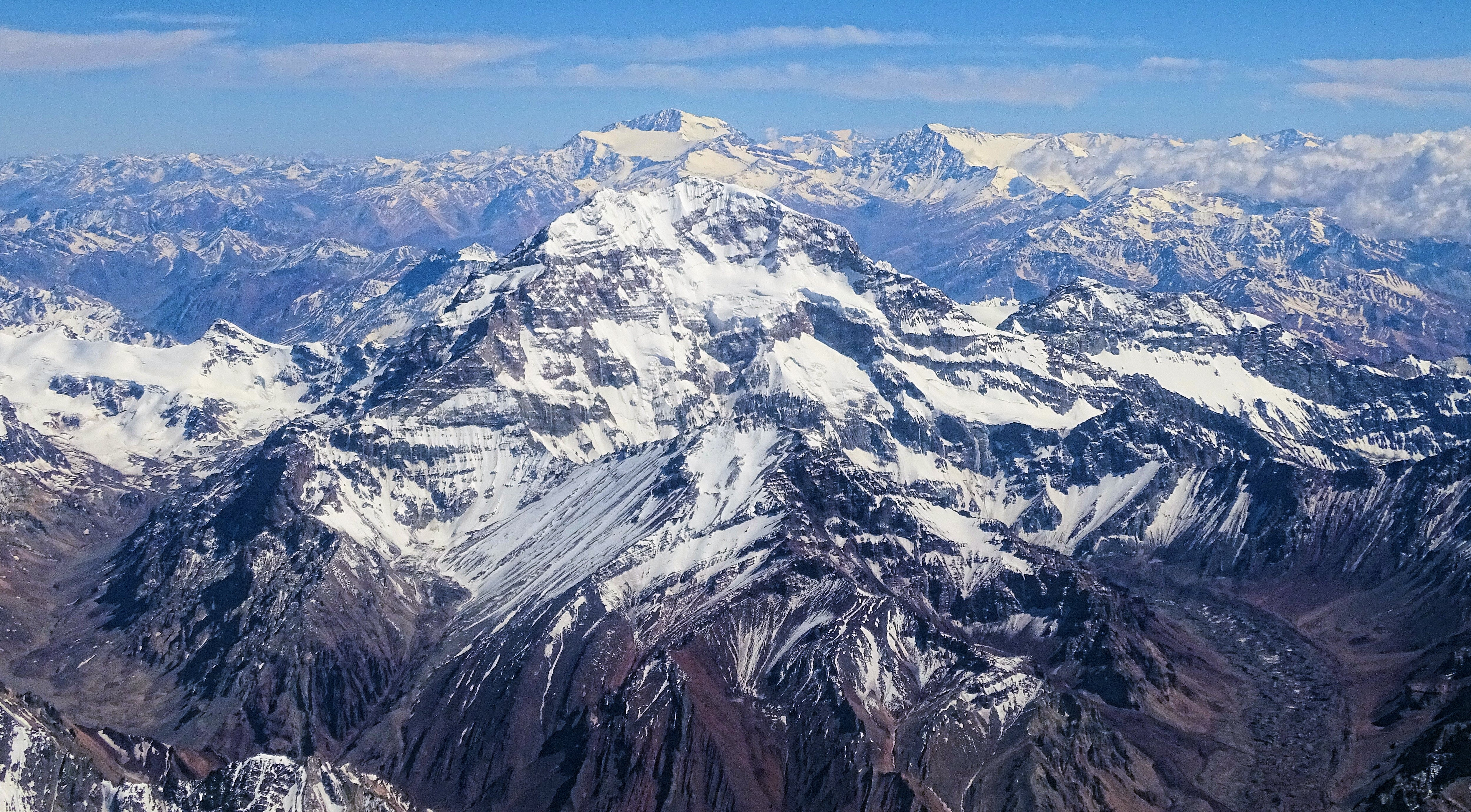
Vista aérea do Monte Aconcágua, o ponto mais alto do continente americano

Os 4 725 km de comprimento de sua costa atlântica variam entre áreas de dunas e falésias. A plataforma continental argentina (Plataforma Patagônica) é excepcionalmente ampla e é conhecida como Mar Argentino. As duas correntes oceânicas principais que afetam a costa são a quente Corrente do Brasil e a fria Corrente das Malvinas. Por causa da irregularidade da massa de terra costeira, as duas correntes alternam a sua influência sobre o clima e não permitem que as temperaturas caiam uniformemente com a maior latitude. O litoral sul de Terra do Fogo forma a margem norte do Canal de Beagle.
Plantas subtropicais dominam o Gran Chaco, no norte, com o gênero de árvores Dalbergia; também é predominantes árvores algarrobo (prosopis alba e prosopis nigra). Áreas de savana existem nas regiões mais secas próximas aos Andes. No centro do país, pampas úmidos são um verdadeiro ecossistema de pradarias de grama alta. A área original dos pampas praticamente não tinha árvores, sendo que a única planta de grande porte nativa da região é o ombu. O pampa é uma das regiões mais produtivas e férteis para a agricultura na Terra, no entanto, este fator também é responsável por dizimar grande parte do ecossistema original, para abrir caminho para a agricultura comercial. Os pampas ocidentais receber menos chuvas, o que forma uma planície de gramíneas curtas ou de estepes. O governo nacional mantém quatro monumentos naturais e 33 parques nacionais.

Geografia da Argentina
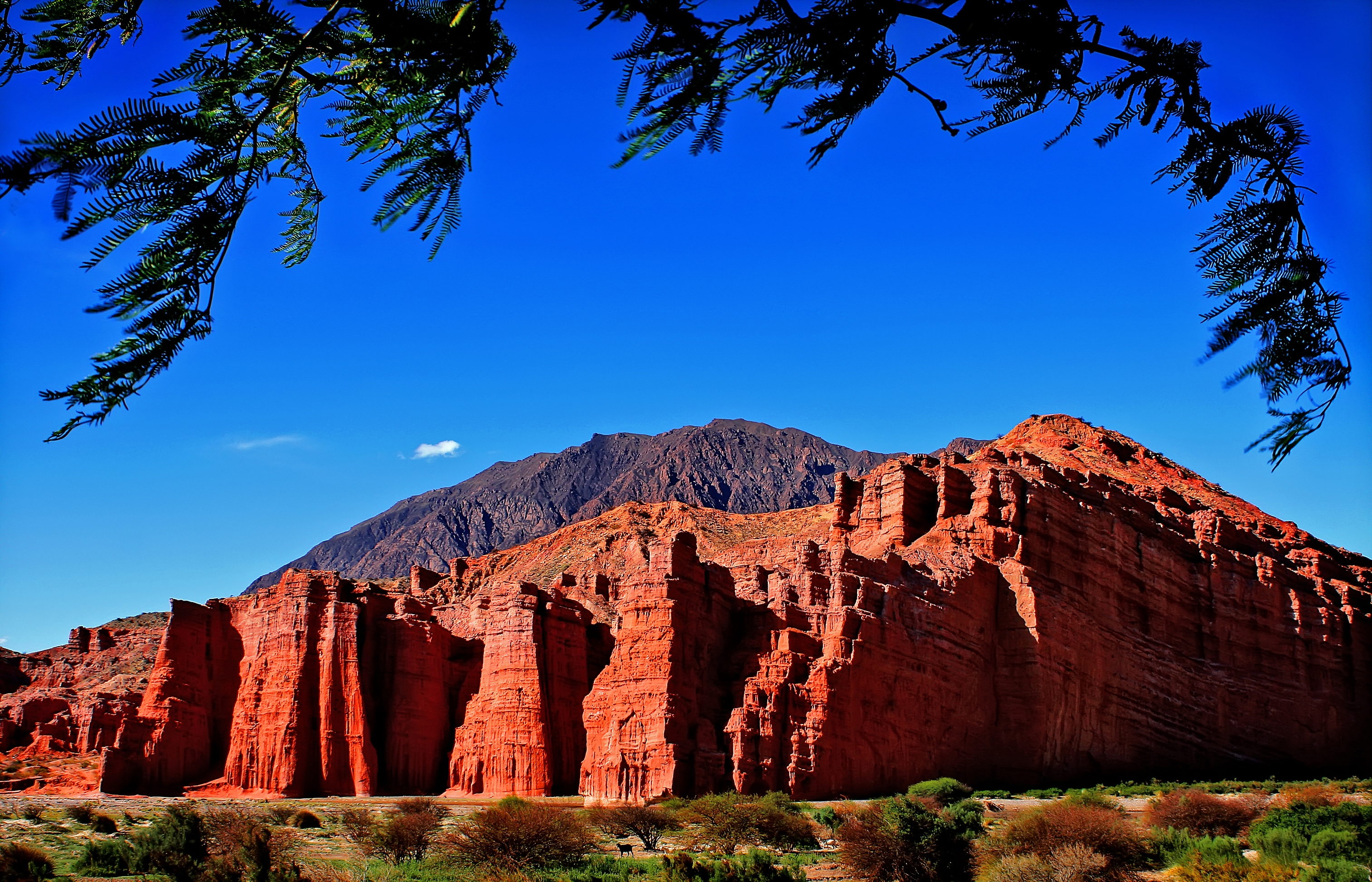
Quebrada das Conchas, em Salta
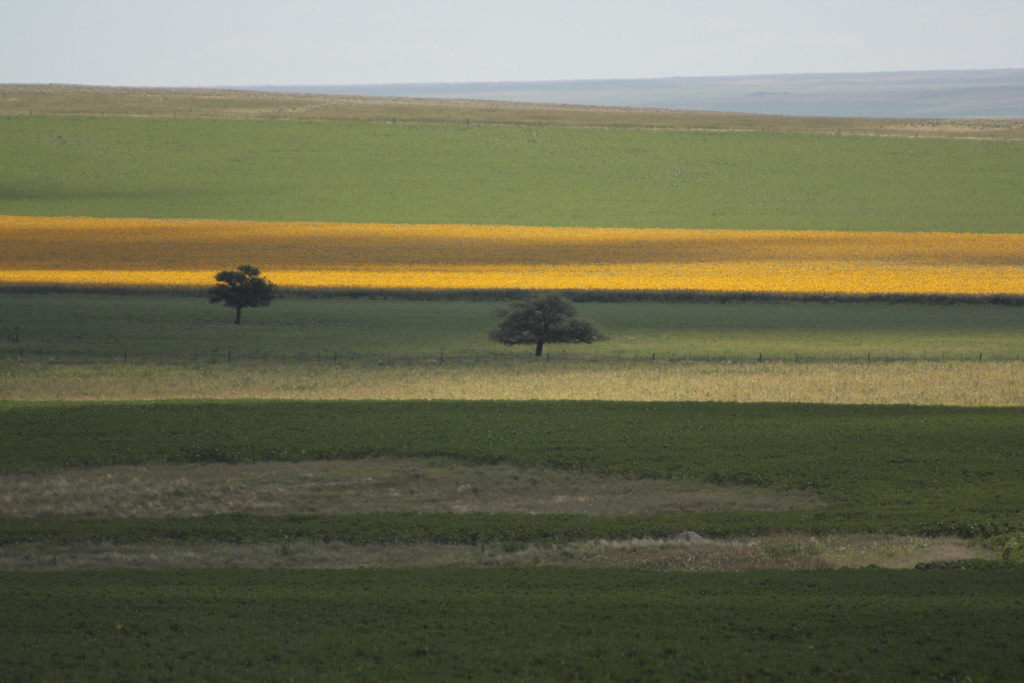
Pampas, próximo a Córdoba
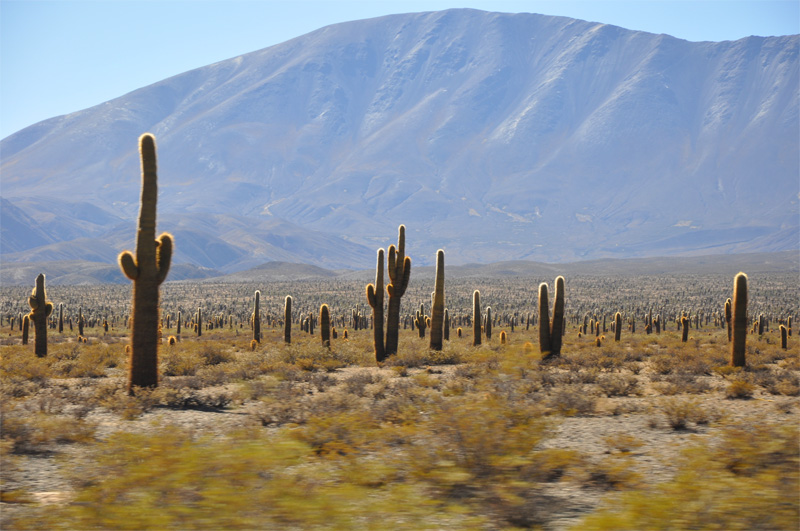
Parque Nacional Los Cardones, Salta
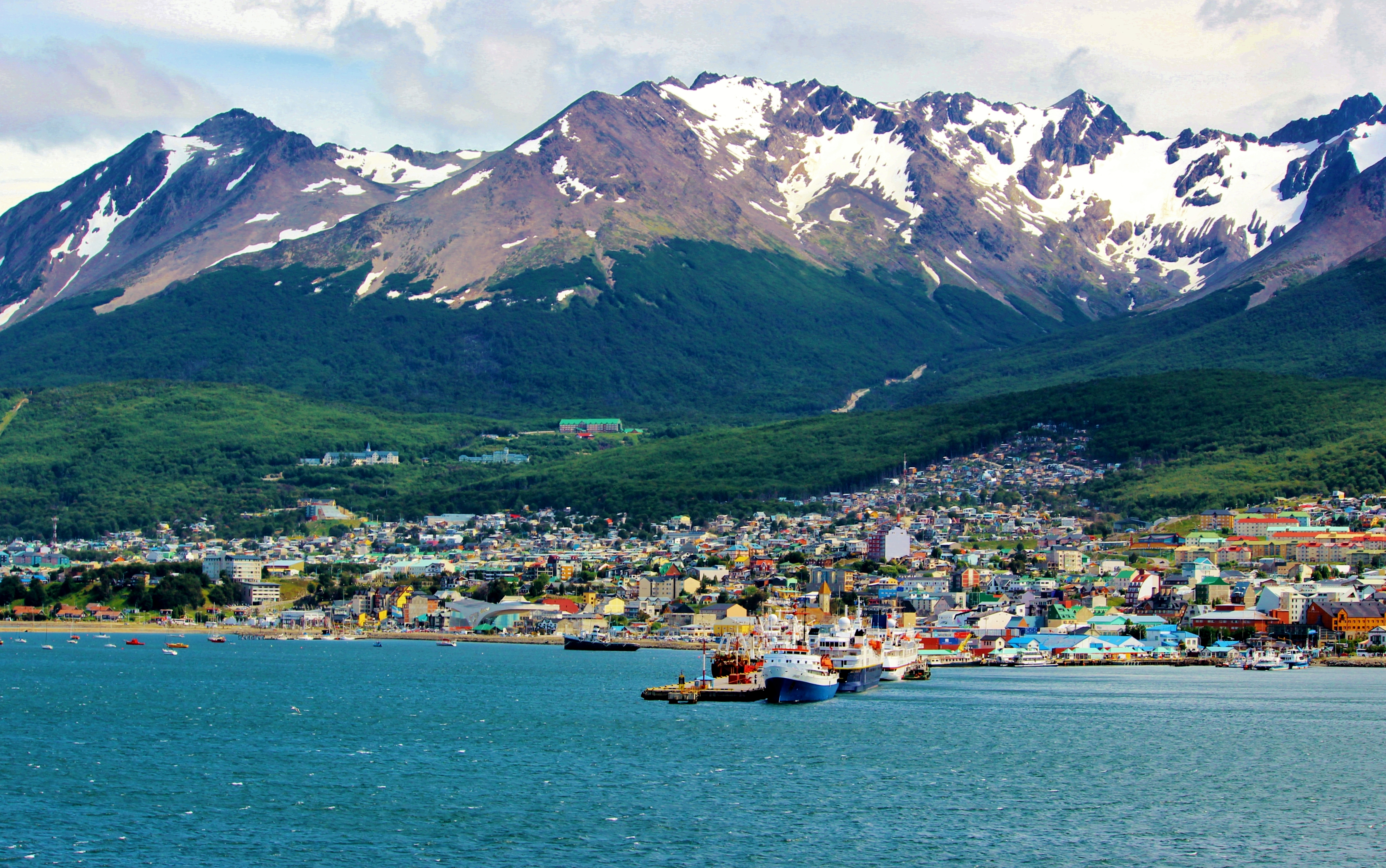
Ushuaia, a cidade mais austral do mundo
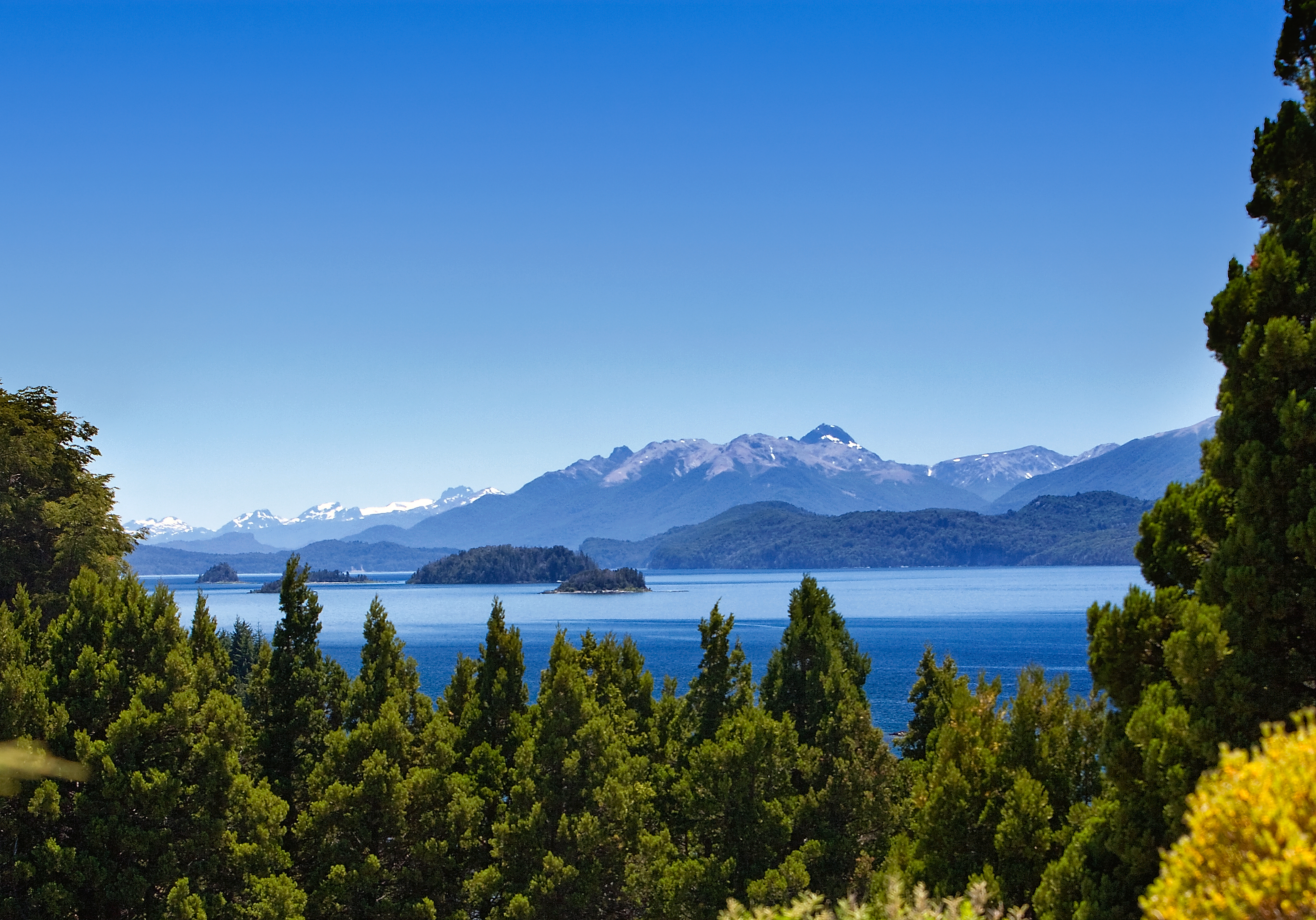
Lago Nahuel Huapi

### Clima

Mapa da Argentina de acordo com a classificação climática de Köppen

O clima temperado geralmente varia de subtropical no norte até subpolar no extremo sul. O norte é caracterizado por verões quentes e úmidos, com invernos secos leves, e está sujeito a secas periódicas. O centro da Argentina tem verões quentes com trovoadas (oeste da Argentina produz alguns dos maiores granizos do mundo) e invernos frios. Nas regiões do sul, os verões são mornos e invernos frios com fortes nevoadas, especialmente nas zonas montanhosas. As altitudes mais elevadas em todas as latitudes tornam as condições climáticas mais frias.
Entre as principais correntes de vento incluem o frio vento pampero, que sopra sobre as planícies da Patagônia e dos Pampas, seguindo a frente fria, sopra correntes quentes do norte no inverno médio e tardio, criando condições brandas. O Zonda, um vento quente e seco, afeta o centro-oeste da Argentina. Espremido de umidade durante os 6 000 m de descida dos Andes, o vento Zonda pode soprar por horas, com rajadas até 120 km/h, alimentando incêndios, causando danos, quando sopra o Zonda (junho-novembro), tempestades de neve e nevascas (viento blanco). As condições geralmente afetam altitudes mais elevadas.
O Sudestada poderia ser considerado semelhante ao Nor'easter, apesar de a queda de neve ser rara, mas não sem precedentes. Ambos estão associados a um profundo sistema de baixa pressão baixa no inverno. O sudestada geralmente tem moderadas temperaturas baixas, mas traz chuvas muito fortes, mar agitado e inundações costeiras. É mais comum no final do outono e inverno ao longo da costa central e no estuário do Río de la Plata.

## Demografia

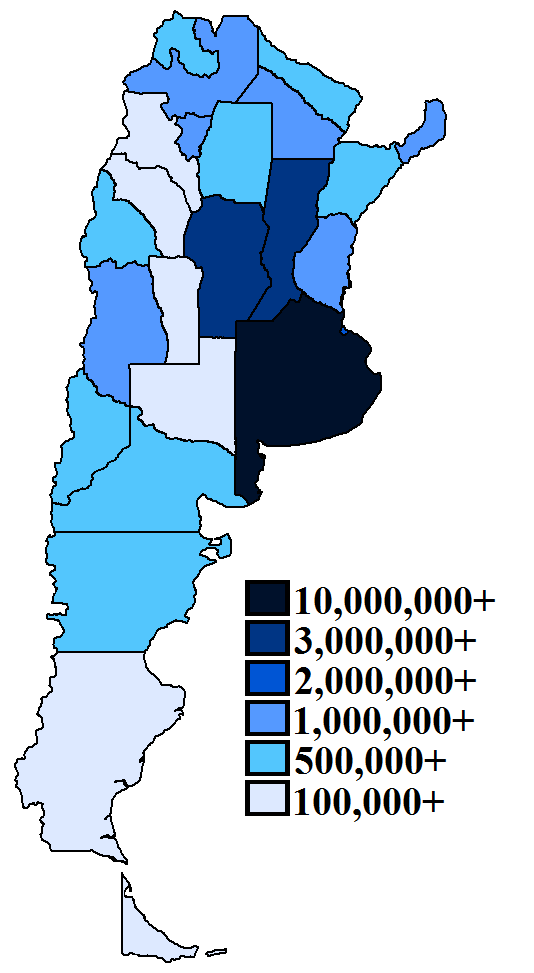
Províncias argentinas por população (2010)

No censo de 2001 realizado pelo Instituto Nacional de Estatística e Censos da Argentina (INDEC), o país tinha uma população de 36 260 130 de habitantes naquele ano e os resultados preliminares do censo de 2010 indicam uma população total de 40 091 359 pessoas.
A Argentina é o terceiro país mais populoso da América do Sul e 33º do mundo. A densidade populacional é de 15 hab./km2 de área de terra, bem abaixo da média mundial de 50 pessoas. A taxa de crescimento da população em 2010 foi estimada em 1,03% ao ano, com uma taxa de natalidade de 17,7 nascimentos por 1 000 habitantes e uma taxa de mortalidade de 7,4 mortes por 1000 habitantes. O saldo migratório argentino variou de zero a quatro imigrantes por mil habitantes.
A proporção de pessoas com menos de 15 anos é de 25,6% da população, um pouco abaixo da média mundial de 28%, e a proporção de pessoas com 65 anos ou mais é relativamente alta, em 10,8%. Na América Latina, esta taxa só é menor que a do Uruguai e está bem acima da média mundial, que atualmente é de 7%. O país tem uma das taxas mais baixas de crescimento populacional da América Latina, cerca de 1% ao ano, bem como uma taxa de mortalidade infantil relativamente baixa. Sua taxa de natalidade de 2,3 filhos por mulher ainda é quase duas vezes maior do que a da Espanha ou Itália, países comparáveis por suas semelhantes práticas religiosas e proporções populacionais. A idade média dos argentinos é de aproximadamente 30 anos e a expectativa de vida ao nascer é 77,14 anos.
A Argentina é um país altamente urbanizado. As dez maiores áreas metropolitanas abrigam metade da população e menos de uma em cada dez pessoas vivem em áreas rurais. Cerca de 3 milhões de pessoas vivem na cidade de Buenos Aires e a área metropolitana da Grande Buenos Aires compreende uma população de 13 milhões de habitantes, o que a torna uma das maiores áreas urbanas do mundo. As áreas metropolitanas de Córdoba e Rosário têm cerca de 1,3 milhões de habitantes cada, enquanto Mendoza, Tucumán, La Plata, Mar del Plata, Salta e Santa Fé têm pelo menos meio milhão de pessoas cada uma.

### Religião
Religiões na Argentina (2019)

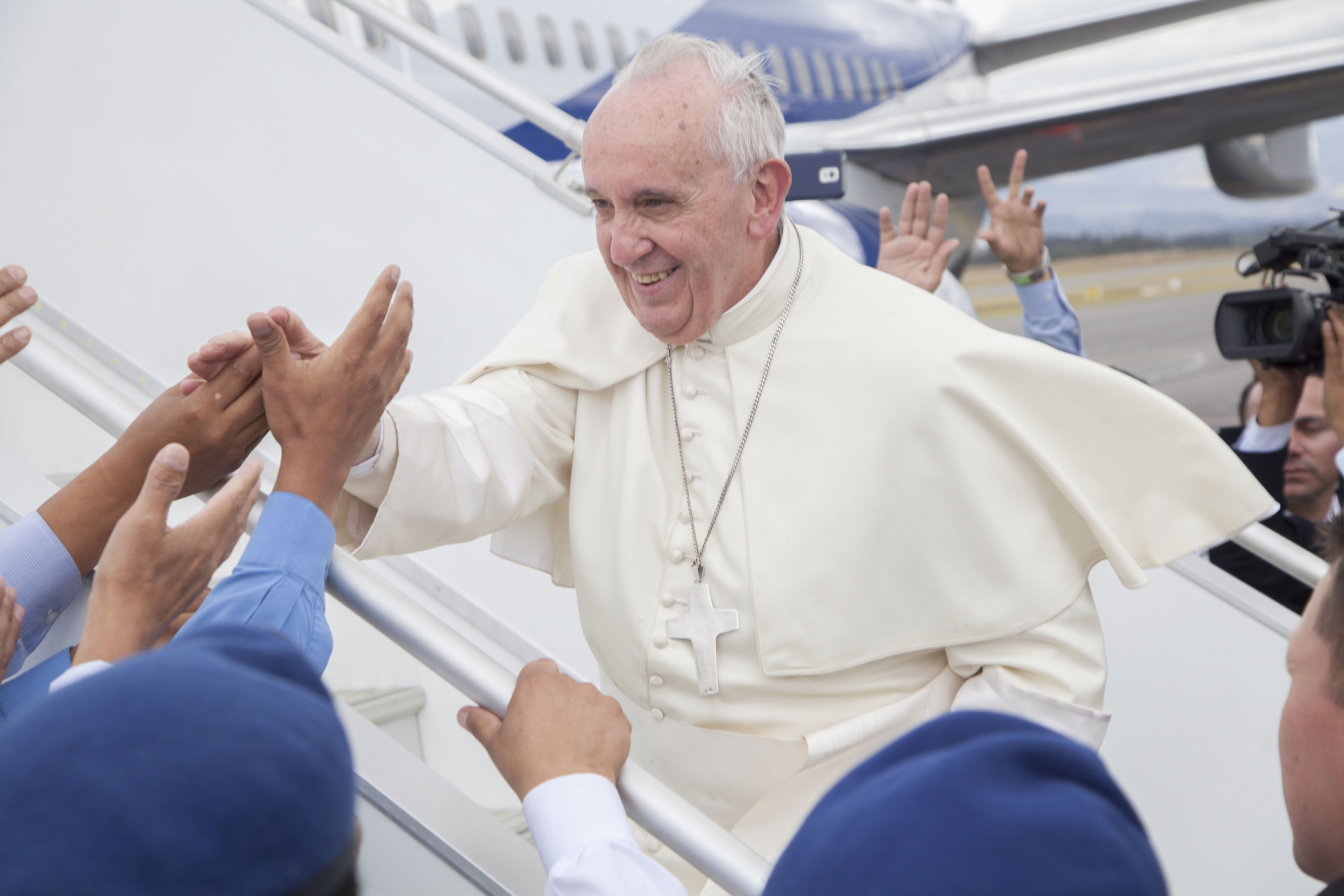
Francisco, o primeiro Papa do Novo Mundo, nascido e criado na Argentina

A Constituição garante a liberdade de religião, mas também afirma em seu artigo 2 que "o Governo Federal apoia a religião Católica Apostólica Romana". Não é estipulada uma religião oficial do Estado, nem uma separação entre igreja e Estado. Isso faz da Argentina um país ambíguo em relação à laicidade ou confessionalidade do Estado. Até 1994, o presidente deveria ser católico romano, embora não houvesse restrições em relação a outros funcionários do governo. Na verdade, desde 1945, inúmeros judeus ocuparam cargos de destaque. A política católica, no entanto, continua influente no governo e ainda ajuda a moldar a legislação. Em um estudo de avaliação dos níveis das nações de regulação e perseguição religiosa com pontuação de 0–10, onde 0 representava os baixos níveis de regulação ou perseguição, a Argentina recebeu uma pontuação de 1,4 no Regulamento do Governo da Religião, 6,0 em Regulação Social da Religião, e 6,9 em Governo Favoritismo de Religião e 6 de perseguição religiosa.
Na Argentina, há uma ampla liberdade religiosa, garantida pelo 14º artigo da Constituição, embora o estado reconheça o caráter proeminente da Igreja Católica, que tem um estatuto jurídico diferente em relação ao resto das igrejas e denominações: nos termos do segundo artigo da constituição, o governo nacional deve sustentá-la e, segundo o Código Civil, é juridicamente equivalente a uma entidade de direito público e não estatal. Trata-se de um sistema diferenciado que não realiza o seu estatuto de oficialidade como a religião da república. O Vaticano e a Argentina assinaram um acordo que rege as relações entre o estado e a Igreja Católica.
Segundo o World Christian Database, em 2009 os argentinos eram 92,1% cristãos (onde destes quase 75% eram católicos, embora esse percentual viesse caindo), 3,1% agnósticos, 1,9% muçulmanos, 1,3% judeus e ateus e budistas representavam 0,9% cada segmento. Cristãos argentinos são em sua maioria, católicos. As estimativas para o número que professam essa fé variavam de 70% da população, para 90%. Igrejas evangélicas têm vindo a conquistar uma posição de destaque desde a década de 1980 e contam de aproximadamente 9% da população total entre seus seguidores. Igrejas pentecostais e tradicionais estão presentes na maioria das comunidades. Os membros de A Igreja de Jesus Cristo dos Santos dos Últimos Dias possuem mais de 373 mil seguidores no país, sendo a sétima maior congregação cristã no país.
Há também crenças religiosas populares que são difundidas, como o culto à Defunta Correa, à Madre Maria, para Pancho Sierra, a Gauchito Gil, ou a Zeferino Namuncurá. O último foi beatificado pela Igreja Católica em 2007.

### Idiomas

Variantes do espanhol no país

A língua oficial e de facto da Argentina é o espanhol, normalmente chamado castelhano pelos argentinos. O país é a maior sociedade de língua espanhola que emprega universalmente o voseo (o uso do pronome vos em vez de tú (você), o que também ocasiona o uso de formas verbais alternativas). O dialeto mais prevalente é o rioplatense, cujos falantes estão localizados principalmente na bacia do Rio da Prata. Italianos e outros imigrantes europeus influenciaram o lunfardo, uma gíria falada na região, permeando o vocabulário vernáculo de outras regiões também.
Um estudo fonético realizado pelo Laboratório de Investigações sensoriais do CONICET e pela Universidade de Toronto mostrou que o sotaque dos habitantes de Buenos Aires (conhecidos como porteños) está mais próximo da língua napolitana, falada no sul da Itália, do que de qualquer outra língua falada.
De acordo com o Ethnologue existem cerca de 1,5 milhões de falantes de italiano (tornando-se a segunda língua mais falada no país) e 1 milhão de falantes de árabe levantino (falado na Síria, Líbano e Chipre) no país. O alemão padrão é falado por 400 000 a 500 000 argentinos de ascendência alemã, o que a torna a quarta língua mais falada.
Algumas comunidades indígenas mantiveram as suas línguas originais. O guarani é falado por alguns no nordeste, especialmente em Corrientes (onde possui estatuto oficial) e Misiones. O quíchua é falado por alguns no noroeste e tem uma variante local em Santiago del Estero. O aymara é falado por membros da comunidade de imigrantes bolivianos. Na Patagônia há comunidades de língua galesa, sendo que cerca de 25 000 habitantes a usam como segunda língua. Imigrantes recentes trouxeram idiomas como o chinês e o coreano (principalmente a Buenos Aires). O inglês, o português brasileiro e o francês também são idiomas com alguma influência no país.

### Composição étnica

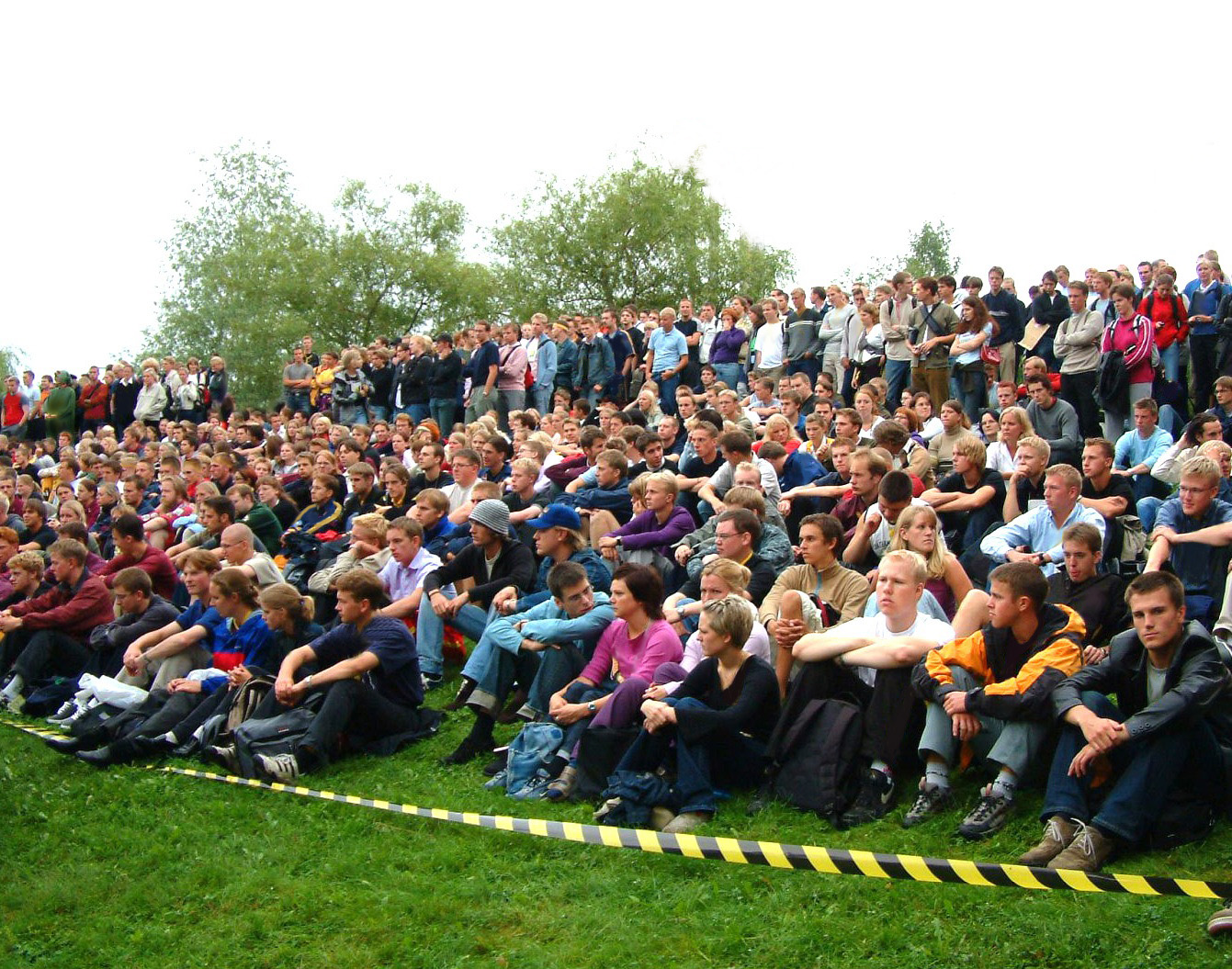
Argentinos descendentes de alemães na cidade de Crespo, província de Entre Ríos

Tal como acontece com outras áreas de novos assentamentos, como o Canadá, Austrália, Brasil e Estados Unidos, a Argentina é considerada um país de imigrantes. A maioria dos argentinos são descendentes de colonos da era colonial e de imigrantes europeus do século XIX e XX. A Argentina perdia apenas para os Estados Unidos em número de imigrantes europeus recebidos e, nessa época, sua população dobrava a cada duas décadas. A maioria destes imigrantes europeus vieram da Itália e Espanha. Segundo uma pesquisa, 86,4% da população da Argentina se autoidentifica como sendo de ascendência europeia. Estima-se que 8% da população é mestiça e 4% são de ascendência árabe ou asiática. No último censo nacional, 600 000 argentinos (1,6%) se autoidentificaram como indígenas. Segundo pesquisa de 2011 do Latinobarómetro, dos argentinos entrevistados, 61% identificaram-se como brancos, 26% como mestiços, 1% como índios, 1% como mulatos, 1% como negros e 3% outra "raça".
Ademais, o cientista Licanzo Fernández estimou que a composição étnica da Argentina é 85% branca, 14% mestiça e 1% indígena
O recente fluxo de imigração ilegal tem sido proveniente de países como Bolívia e Paraguai, com números menores do Peru, Equador e Romênia. O governo argentino estima que 750 000 habitantes não têm documentos oficiais e lançou um programa chamado "Patria Grande", para incentivar imigrantes ilegais a declarar seu estatuto, em troca de vistos de residência de dois anos — até agora mais de 670 000 pedidos foram processados no âmbito do programa.

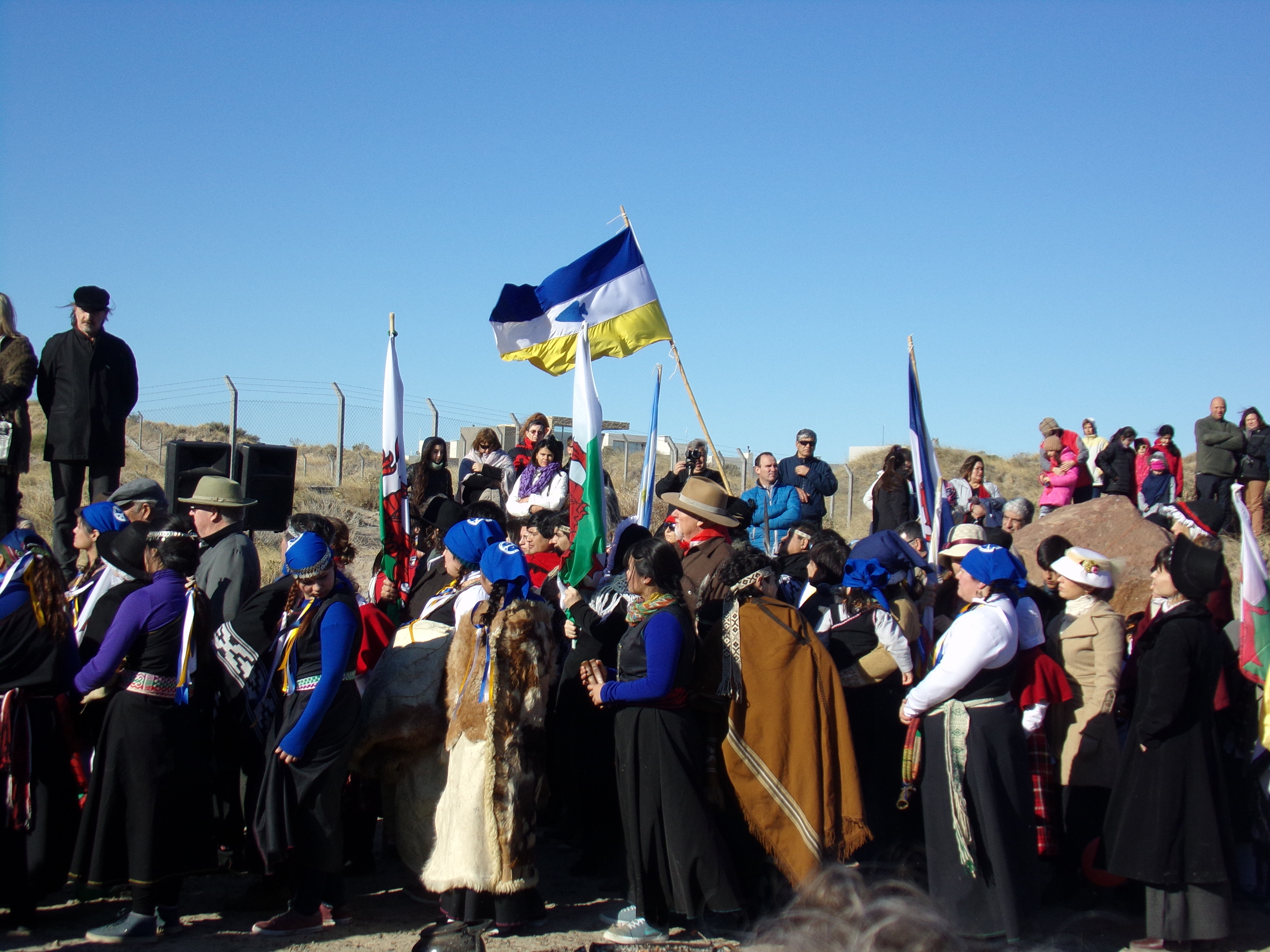
Cerimônia de indígenas tehuelches em Punta Cuevas, na província de Chubut

Na Argentina, a herança europeia é a predominante, mas com significativa herança indígena, e presença de contribuição africana também. Um estudo genético realizado em 2009, revelou que a composição da Argentina é 78,50% europeia, 17,30% indígena e 4,20% africana. De acordo com um estudo genético de 2021 a composição da Argentina é a seguinte: 77,8% europeia, 17,9% indígena e 4,1% africana (Contribuição do Norte de África incluída).
Segundo outro estudo científico de 2023 sobre a composição genética dos três países Brasil, Uruguai e Argentina, que afirma que seus dados provêm de “200 mil amostras analisadas”, a média argentina é de apenas 12,5% de indígenas e 1,1% de africanos, o que indica que a média argentina é de aproximadamente 85% europeia e outra caucasiana.
Na linhagem materna (DNA mitocondrial), de acordo com um estudo genético de 2004, 56% da população da Argentina possui DNA mitocondrial ameríndio.
No entanto, vários estudos mais recentes indicam que menos da metade dos argentinos tem ascendência nativa. Segundo uma estimativa, o percentual seria de 27% de argentinos.

## Política

### Governo
A Argentina é uma república constitucional e uma democracia representativa. O governo é regulado por um sistema de três poderes independentes definido pela Constituição da Argentina, que serve como a legislação máxima do país. A sede do governo é a cidade de Buenos Aires. O sufrágio é universal, igualitário, secreto e obrigatório.
O governo nacional é composto por três ramos:
- O poder executivo reside no presidente e no Conselho de Ministros. O presidente e o vice-presidente são eleitos diretamente para mandatos de quatro anos e são limitados a dois mandatos seguidos. Ministros são nomeados pelo presidente e não estão sujeitos a ratificação legislativa.[138]
- O poder judiciário é independente dos poderes executivo e legislativo. A Suprema Corte tem sete membros nomeados pelo presidente, em consulta com o Senado. Os juízes de todos os outros tribunais são nomeados pelo Conselho da Magistratura da Nação Argentina, um secretariado composto por representantes dos juízes, advogados, o Congresso e o executivo.[138]
- O poder legislativo é exercido pelo Congresso Nacional bicameral, composto por um Senado com 72 membros e uma Câmara de Deputados com 257 membros. Os senadores têm mandato de seis anos, com um terço tendo direito à reeleição a cada dois anos. Os membros da Câmara dos Deputados são eleitos para mandatos de quatro anos por um sistema de representação proporcional, com metade dos membros permanentes para reeleição a cada dois anos. Um terço dos candidatos apresentados pelos partidos devem ser mulheres.[138]

Apesar de declarada como capital em 1853, Buenos Aires não se tornou a capital oficial até 1880. Houve movimentos para mudar o centro administrativo para outro lugar. Durante a presidência de Raúl Alfonsín, foi aprovada uma lei para transferir a capital federal para Viedma, Río Negro. Os estudos estavam em curso quando problemas econômicos suspenderam o projeto em 1989. Embora a lei nunca tenha sido formalmente revogada, é agora tratada como uma relíquia.
A Argentina é dividida em 23 províncias e uma Cidade Autônoma. A província de Buenos Aires é dividida em 134 partidos, enquanto as restantes províncias estão divididas em 376 departamentos. Departamentos e Partidos estão subdivididos em municípios ou distritos. Com exceção da província de Buenos Aires, as províncias do país optaram nos últimos anos a entrar em acordos com outras províncias, formando quatro regiões federadas destinadas a promover a integração econômica e desenvolvimento: Região Central, Região Patagônica, Região do Novo Cuyo e a Região do Grande Norte Argentino.

### Relações exteriores

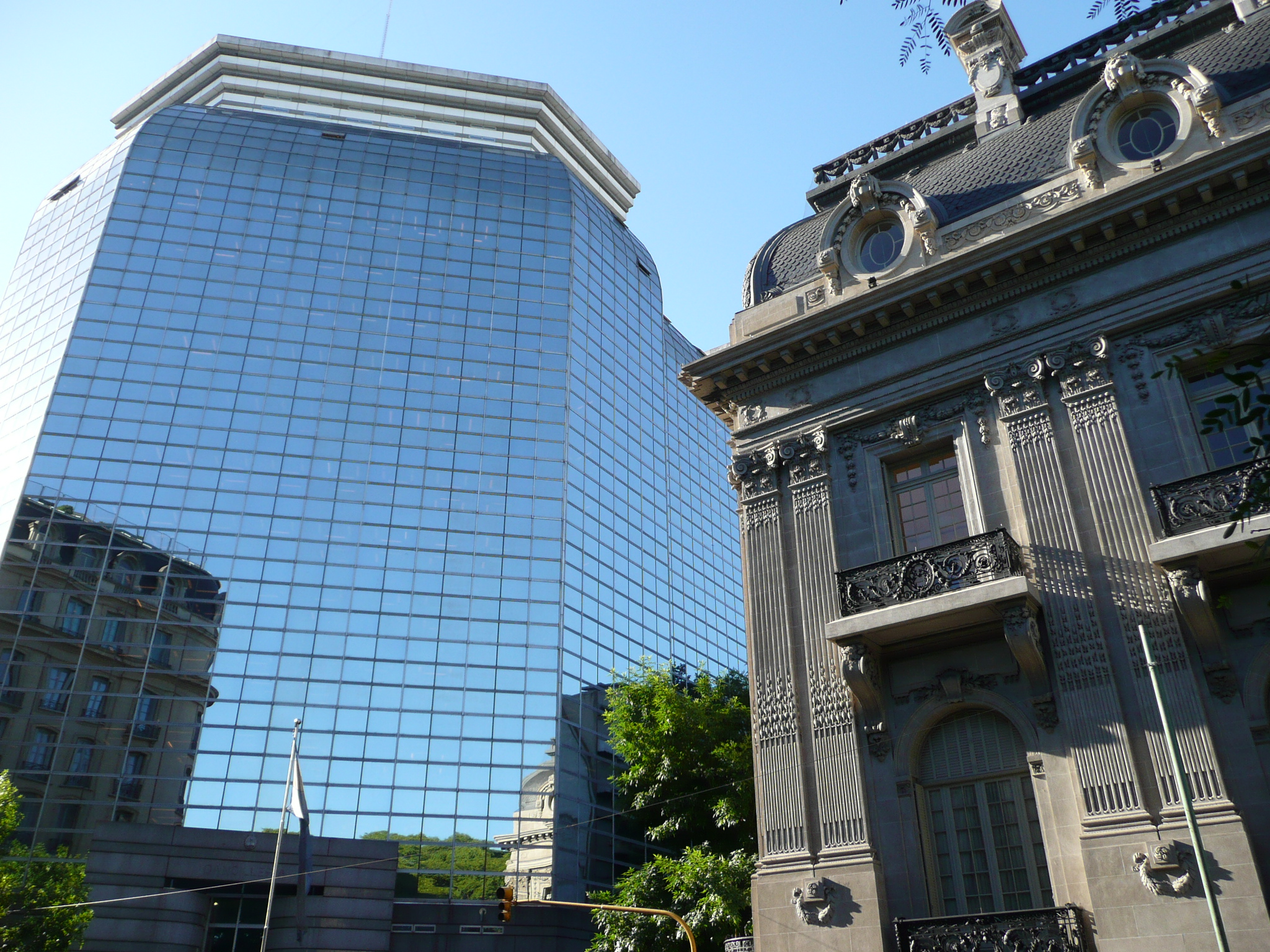
Edificio Cancilleria em Buenos Aires, sede do Ministério das Relações Exteriores do país

A política externa é tratada oficialmente pelo Ministério dos Negócios Estrangeiros, que responde ao Presidente. Uma potência média histórica e atual, a Argentina baseia suas políticas exteriores nos princípios orientadores da não intervenção, direitos humanos, autodeterminação, cooperação internacional, desarmamento e resolução pacífica de conflitos. O país é uma das principais economias G15 e G20 do mundo e um membro fundador da ONU, Banco Mundial, OMC e OEA. Em 2012, a Argentina foi eleita para um cargo não permanente de dois anos no Conselho de Segurança das Nações Unidas e participa de grandes operações de manutenção da paz no Haiti, Chipre, Saara Ocidental e Oriente Médio.
Uma proeminente potência regional da América Latina e do Cone Sul, a Argentina cofundou o OEI, CELAC e UNASUL, do qual o ex-presidente Néstor Kirchner foi primeiro Secretário-Geral. É também membro fundador do bloco do Mercosul, tendo como parceiros o Brasil (ver Relações entre Argentina e Brasil), o Paraguai, o Uruguai e a Venezuela. Desde 2002, o país enfatizou seu papel fundamental na integração latino-americana e o bloco — que tem algumas funções legislativas supranacionais — é sua prioridade internacional.
A Argentina reivindica 965 597 km² na Antártida, onde o país mantém a presença contínua mais antiga do mundo, desde 1904. No entanto, esta reivindicação se sobrepõe a reivindicações do Chile e do Reino Unido, embora todas essas reivindicações sejam abrangidas pelas disposições do Tratado Antártico de 1961, das quais a Argentina é um membro fundador e permanente de consultoria, com a Secretaria do Tratado Antártico com sede em Buenos Aires.
A Argentina contesta a soberania sobre as Ilhas Malvinas (em castelhano:  Islas Malvinas) e das Ilhas Geórgia do Sul e Sandwich do Sul, que são administradas pelo Reino Unido como territórios ultramarinos.

### Forças armadas
O Presidente mantém o título de comandante em chefe das Forças Armadas Argentinas, como parte de um quadro legal que impõe uma separação rigorosa entre a defesa nacional e os sistemas de segurança interna.
O Sistema de Defesa Nacional, uma responsabilidade exclusiva do governo federal, coordenado pelo Ministério da Defesa e que compreende o Exército, a Marinha e a Força Aérea. Governado e monitorado pelo Congresso através dos Comitês de Defesa das Casas, está organizado sobre o princípio essencial da legítima autodefesa: a repulsa de qualquer agressão militar externa para garantir a liberdade do povo, a soberania nacional e a integridade territorial. Suas missões secundárias incluem comprometer-se com operações multinacionais no âmbito das Nações Unidas, participar de missões de apoio interno, ajudar países amigáveis e estabelecer um sistema de defesa sub-regional.
O serviço militar é voluntário, com idade de alistamento entre 18 e 24 anos e sem constrição. A defesa da Argentina tem sido historicamente uma das mais bem equipadas da região, inclusive gerenciando suas próprias instalações de pesquisa de armas, estaleiros, aeronaves, fábricas de tanques e aviões. No entanto, as despesas militares reais diminuíram de forma constante após 1981 e o orçamento de defesa em 2011 foi de aproximadamente 0,74% do PIB, um mínimo histórico, abaixo da média latino-americana.
O Sistema de Segurança Interior, administrado conjuntamente pelos governos provinciais federais e subscritores. A nível federal, é coordenado pelos ministérios do Interior, da Segurança e da Justiça e é monitorado pelo Congresso. É executado pela Polícia Federal; a Prefeitura Naval, que cumpre os deveres da guarda costeira; a Gendarmeria, que serve tarefas de polícia de fronteira; E a Polícia de Segurança do Aeroporto. A nível provincial, é coordenado pelos respectivos ministérios de segurança interna e executado pelas agências policiais locais.
A Argentina foi o único país da América do Sul a enviar navios de guerra e aviões de carga em 1991 para a Guerra do Golfo sob o mandato da ONU e permaneceu envolvida em esforços de manutenção da paz em vários locais como a UNPROFOR no Golfo de Fonseca, UNFICYP em Chipre (onde entre o Exército, as tropas dos fuzileiros navais e a Força Aérea forneceram o contingente para a ONU desde 1994) e a MINUSTAH no Haiti. Em 2007, um contingente argentino, incluindo helicópteros, barcos e plantas de purificação de água, foi enviado para ajudar a Bolívia contra suas piores inundações em décadas. Em 2010, as Forças Armadas também estiveram envolvidas nas respostas humanitárias do Haiti e do Chile após seus respectivos terremotos.

### Símbolos nacionais

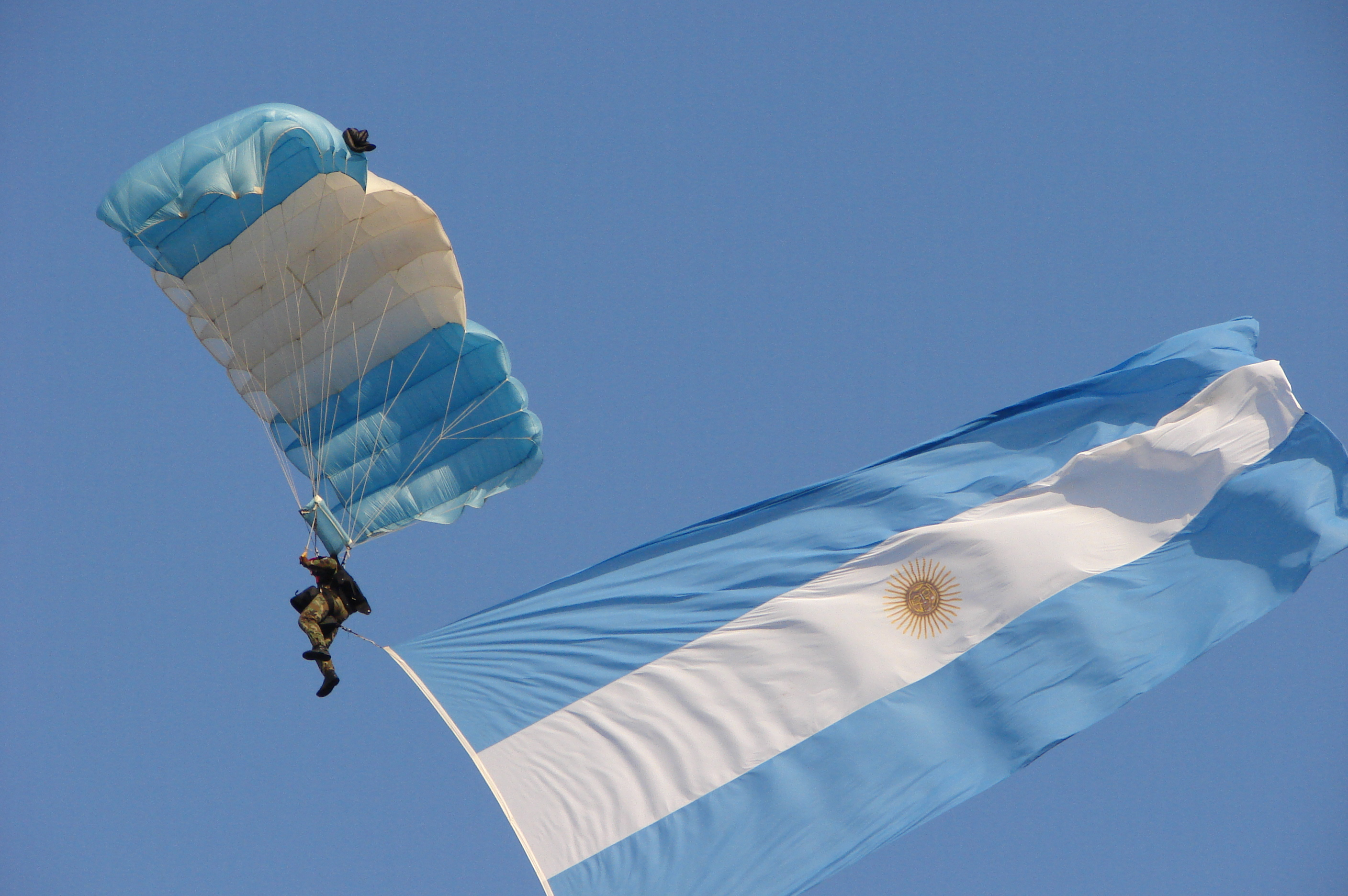
Bandeira argentina

A Argentina tem vários símbolos nacionais, alguns dos quais são amplamente definidos por lei.
A Bandeira Nacional é constituída por três listras horizontais de mesma largura, coloridas em azul, branco e azul claro, com o Sol de Maio no centro da lista branca. A bandeira foi desenhada por Manuel Belgrano em 1812 e foi adotada como símbolo nacional em 20 de julho de 1816. O brasão de armas da Argentina, que representa a união das províncias, entrou em uso em 1813 como um selo para documentos oficiais. O Hino Nacional Argentino, adotado em 1813, foi escrito por Vicente López y Planes com música de Blas Parera. Ele foi posteriormente reduzido para apenas três pontos, após ataques omitindo as letras contra o ex-metrópole Espanha.
O Laço da Argentina foi usado pela primeira vez durante a Revolução de Maio de 1810 e foi oficializado dois anos depois. O Hornero, habitante de praticamente todo o território nacional, foi designado por unanimidade como o animal nacional do país em 1927. O Ceibo é designado como a flor/árvore nacional do país, enquanto o Pato, uma prática a cavalo, é o esporte nacional. A Schinopsis balansae foi declarado "árvore de floresta nacional" em 1956. A rodocrosita é a pedra nacional. Os pratos nacionais são o asado e locro, e o vinho é a bebida nacional. A Virgem de Luján é a santa padroeira do país.

## Subdivisões
A Argentina é uma república representativa federal desde a Constituição argentina de 1853. O país é subdividido em 23 províncias e um Distrito Federal onde se localiza a capital argentina, Buenos Aires (oficialmente Ciudad Autónoma de Buenos Aires).

## Economia
A economia da Argentina é a terceira maior da América Latina, com uma alta qualidade de vida e um PIB per capita elevado, além de ser considerada uma economia de renda média-alta.
O país possui recursos naturais como o gás natural (onde é o maior produtor da América Latina) e a extração de lítio, prata e ouro, uma população altamente alfabetizada, um setor agrícola orientado para a exportação e uma base industrial diversificada. Historicamente, no entanto, o desempenho econômico da Argentina tem sido muito desigual, onde o crescimento econômico elevado alternou-se com períodos de graves recessões, especialmente durante o final do século XX, além de problemas como uma má distribuição de renda e o aumento da pobreza.
Em 1896, a Argentina apresentou o maior valor de PIB per capta do planeta. Entre o final do século XIX e o início do século XX, a Argentina era um dos países mais ricos do mundo e um dos mais prósperos do hemisfério sul, embora atualmente seja uma nação de renda média-alta.
A Argentina é considerada um mercado emergente pelo FTSE Global Equity Index e é uma das economias do G20. No entanto, os altos índices de inflação tem sido uma fraqueza constante da economia do país durante décadas. Oficialmente oscilando em torno de 9% desde 2006, a inflação do país é estimada em mais de 30% por fontes independentes, o que gera críticas de que o governo tem manipulado as estatísticas oficiais de inflação. A taxa de pobreza urbana caiu abaixo dos índices da crise econômica de 2001. A distribuição de renda melhorou desde 2002, mas ainda é consideravelmente desigual. A Argentina começou um período de austeridade fiscal em 2012, devido a um processo de desaceleração econômica.
O país foi classificado na 102ª posição entre as 178 nações avaliadas no Índice de Percepção de Corrupção de 2012, realizado pela Transparência Internacional. Entre os problemas apontados, estão a corrupção do governo, a falta de independência judicial, impostos e tarifas enormes e interferência regulatória, o que prejudica a eficiência e o aumento da produtividade do país. A administração Kirchner respondeu à crise financeira global de 2008 com um grande programa de obras públicas, novos cortes de impostos e subsídios, além da transferência de pensões privadas para o sistema de segurança social. Planos de previdência privada, que exigiam subsídios crescentes para serem cobertos, foram nacionalizados para financiar os altos gastos do governo e as obrigações de dívida argentina.
A Argentina tem o segundo maior Índice de Desenvolvimento Humano (IDH) e PIB per capita (em paridade do poder de compra — PPC) da América Latina, atrás somente do Chile. Além de ser uma das economias do G20, o país tem o 19º maior PIB do mundo em PPC.

### Agricultura e pecuária

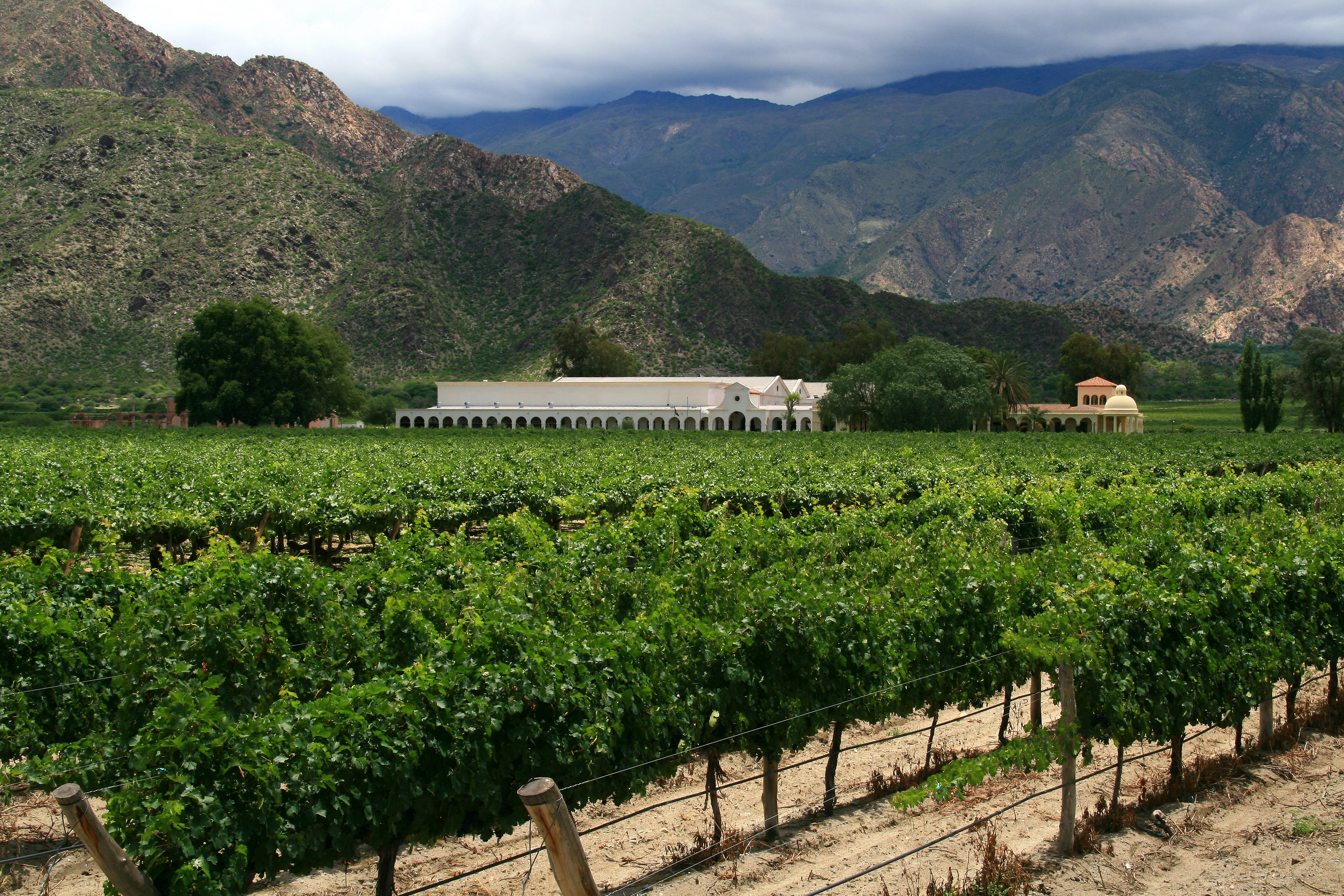
Vinhedo na província de Salta

A Argentina é um dos 5 maiores produtores mundiais de soja, milho, semente de girassol, limão, pêra e erva-mate, um dos 10 maiores produtores mundiais de cevada, uva, alcachofra, tabaco e algodão e um dos 15 maiores produtores mundiais de trigo, cana-de-açúcar, sorgo e toranja. Embora seja o maior produtor de trigo da América do Sul, e esta cultura ser mais antiga, é na soja que a economia do país vem mais se baseando, assim como Brasil e o Paraguai. O país também exporta milho, cevada, algodão, tabaco, limão, pera, maçã, e produz vinho com as uvas.
Na pecuária, a Argentina foi, em 2019, o 4.º maior produtor de carne bovina do mundo, com uma produção de 3 milhões de toneladas (atrás apenas dos Estados Unidos, Brasil e China), o 4º maior produtor mundial de mel, o décimo maior produtor mundial de lã, além de estar entre os vinte maiores produtores do mundo de carne de frango, leite de vaca e ovo de galinha. O país baseia sua economia na exportação de carne, mel e lã (além de produtos agrícolas) desde o século XIX. A exportação de gado é a que desempenha papel mais importante no comércio internacional.

### Indústria
A indústria é o maior setor único na economia do país (19% do PIB) e está bem integrado à agricultura argentina, sendo que metade das exportações industriais do país são de natureza agrícola. Tendo como base o processamento de alimentos e de produtos têxteis durante o seu desenvolvimento inicial na primeira metade do século XX, a produção industrial argentina tornou-se consideravelmente diversificada, porém, sem um volume expressivo a nível mundial. Em 2019, a Argentina tinha a 31ª indústria mais valiosa do mundo (US$ 57,7 bilhões), de acordo com o Banco Mundial. Os principais setores em termos de valor de produção são: processamento de alimentos e bebidas, veículos automóveis e autopeças, produtos de refinaria, biodiesel, produtos químicos e farmacêuticos, aço e alumínio, máquinas agrícolas e industriais, e aparelhos eletrônicos. Estes últimos incluem mais de três milhões de itens, bem como uma variedade de produtos eletrônicos, eletrodomésticos e de telefones celulares, entre outros. Em 2019, a Argentina era o 31º produtor mundial de aço (4,6 milhões de toneladas), o 28º produtor de veículos (314 mil unidades), o 22º produtor mundial de cerveja (1,91 bilhão de litros), o 4º produtor mundial de óleo de soja (7,24 milhões de toneladas) e o 3º produtor mundial de óleo de girassol (1,3 milhões de toneladas), entre outros produtos industriais.
As bebidas são outro setor importante e a Argentina é atualmente um dos cinco maiores produtores de vinho do mundo. A produção de cerveja ultrapassou a de vinho em 2000.
Outros produtos industriais produzidos no país incluem: vidro e cimento, plásticos e pneus, produtos de madeira, têxteis, produtos de tabaco, suportes de gravação e impressão, móveis, vestuário e couro. A maior produção está organizada em torno de 280 parques industriais, com outros 190 programados para abrir durante o ano de 2012. Quase metade das indústrias argentinas estão sediadas na área da Grande Buenos Aires, apesar de cidades como Córdoba, Rosário e Ushuaia também serem importantes centros industriais, sendo esta última o principal centro de produção de eletrônicos do país desde a década de 1980. A produção de computadores, notebooks e servidores cresceu 160% em 2011, para quase 3,4 milhões de unidades e cobriu dois terços da demanda local. Outro importante setor historicamente dominado pelas importações — máquinas agrícolas — também terá fabricação principalmente nacional até 2014.
Licenças de construção cobriam quase 19 milhões de m² pelo país em 2008. As contas do setor de construção civil respondem por mais de 5% do PIB e dois terços do setor foi voltado para edifícios residenciais. O país tornou-se um centro de investimento para empresas de alta tecnologia, tem um desenvolvimento significativo na indústria eletrônica, eletromecânica e ótico, 70% das empresas do setor são exportadoras. Em 2013 exportou US$ 700 milhões para mais de 60 países, incluindo a Alemanha, Áustria, Estados Unidos, Índia, Itália e África do Sul, entre outros.
Na última década, dobrou a participação da indústria no PIB, registrando um aumento de 105%, com um forte aumento da produtividade do trabalho. Ele também obteve um crescimento diversificado, especialmente em sectores de alto valor acrescentado: o setor automotivo cresceu neste período, de 409%, os minerais não metálicos 177%, 175% metalúrgicas, têxteis, de 158%, ou de 102% de borracha e plástico, 95% substâncias e produtos químicos.

### Turismo

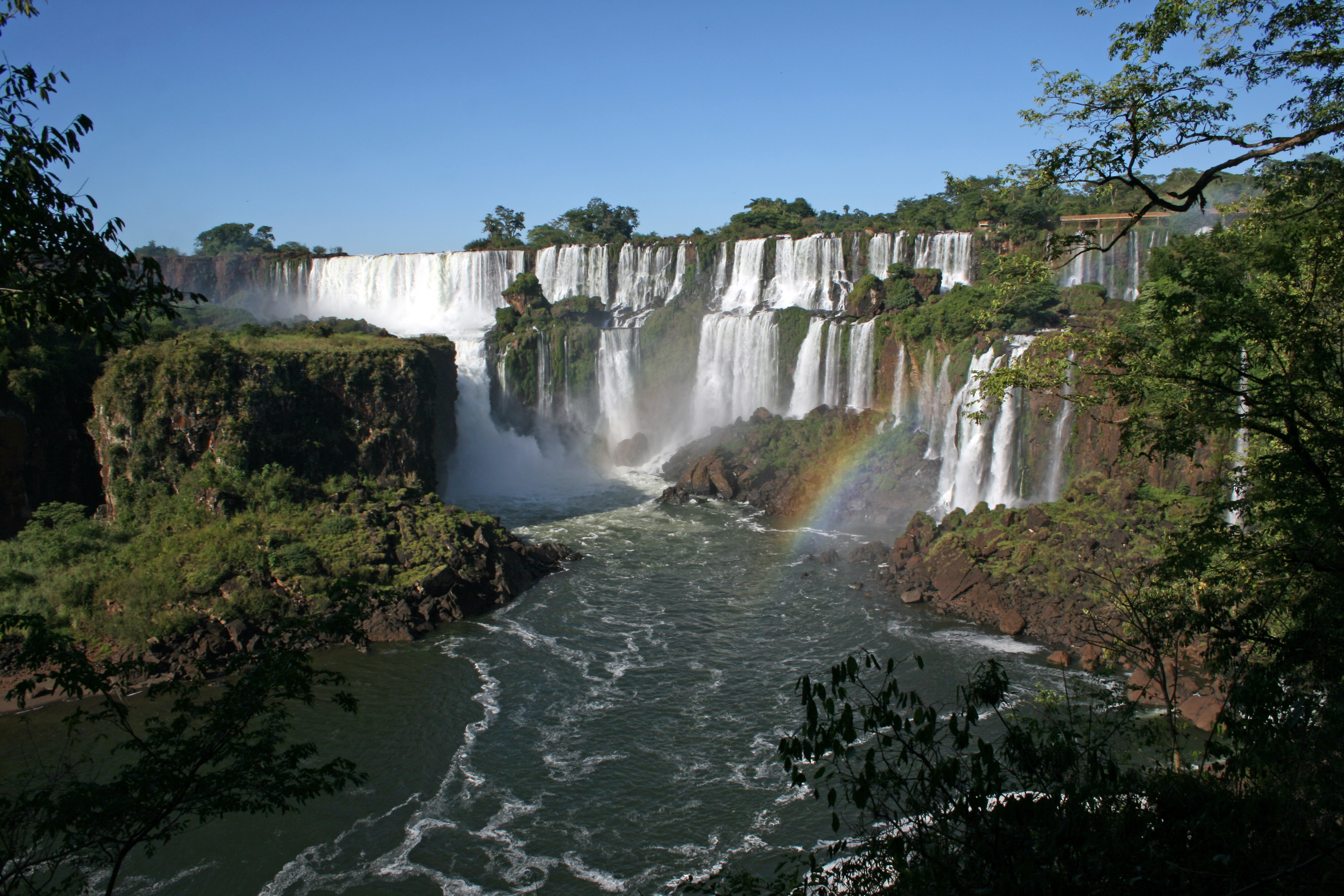
Parque Nacional Iguazú, na fronteira Argentina-Brasil

A Argentina é o país mais visitado da América do Sul e o quarto mais visitada da América. Segundo dados oficiais da Organização Mundial de Turismo, o país recebeu mais de 5,3 milhões de turistas estrangeiros em 2010, o que representou cerca de 4 930 milhões de dólares de renda. Os turistas estrangeiros vêm principalmente de Brasil, Chile, Peru, Colômbia, México, Bolívia, Equador, Uruguai, Venezuela, Paraguai e de países europeus, como Espanha, Itália, França, Alemanha, Reino Unido e Suíça.
O vasto território da Argentina é dotado de grande interesse turístico. A valorização da moeda local, após a desvalorização ocorrida em 2002, favoreceu a chegada de um grande número de turistas estrangeiros, tornando o país mais acessível comercialmente no início de 1990. Com o aumento dos custos para viajar ao exterior, muitos argentinos também se voltaram para o turismo interno.
Em 2006, o setor respondeu por 7,41% do PIB do país, embora note-se que a saída de residentes argentinos com fins turísticos supere as entradas e equivalha a 12% do PIB. Os estrangeiros veem a Argentina como uma área sem conflitos armados, terrorismo e crises sanitárias.
Buenos Aires destaca-se como o principal centro para os turistas estrangeiros e domésticos (5,25 milhões em 2007). Eles são atraídos por uma cidade populosa, cosmopolita e com ampla infraestrutura. Entre outras características, o tango é uma das principais razões para a visita à capital argentina.

## Infraestrutura

### Saúde

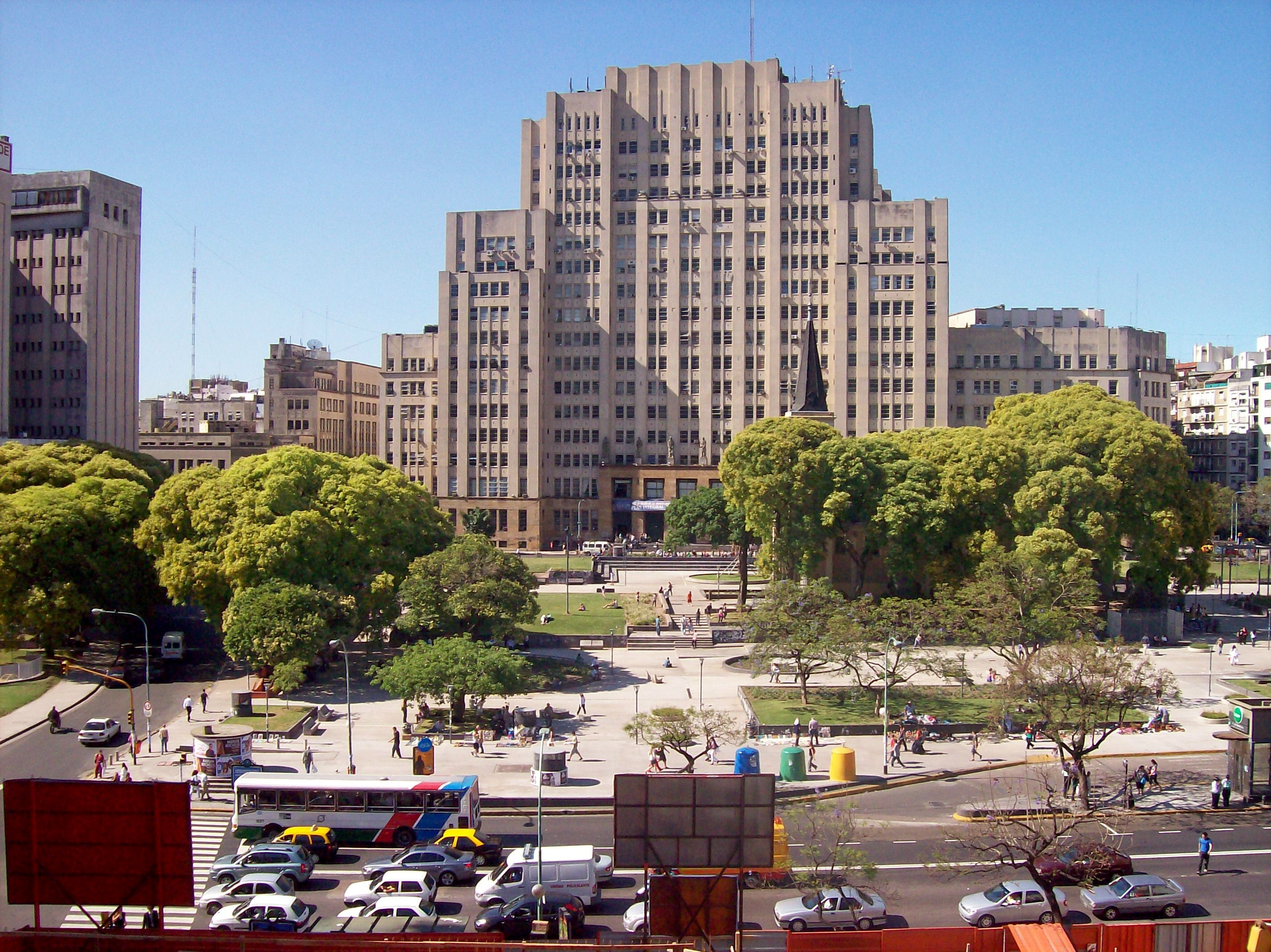
Faculdade de Medicina da Universidade de Buenos Aires

Saúde na Argentina é provida através da combinação de planos patrocinados por sindicatos de trabalhadores e empregados ("Obras Sociales"), planos de seguro do governo, hospitais e clínicas públicas, e através de planos de saúde privados. Esforços governamentais para melhorar a saúde pública na Argentina podem ser traçados até o primeiro tribunal médico de 1780 do Vice-rei da Espanha Juan José de Vértiz. Logo após a independência, o estabelecimento da Escola de Medicina da Universidade de Buenos Aires em 1822 foi complementada pela da Universidade Nacional de Córdoba em 1877. O treinamento de médicos e enfermeiras nestas e noutras escolas permitiu um rápido desenvolvimento das cooperativas de tratamento de saúde, durante a Administração de Pres.
A disponibilidade de tratamento de saúde ajudou a reduzir a mortalidade infantil na Argentina de 89 a cada 1 000 nascimentos em 1948 para 12,9 em 2006 e aumentou a expectativa de vida ao nascer de 60 anos para 76.

### Transportes

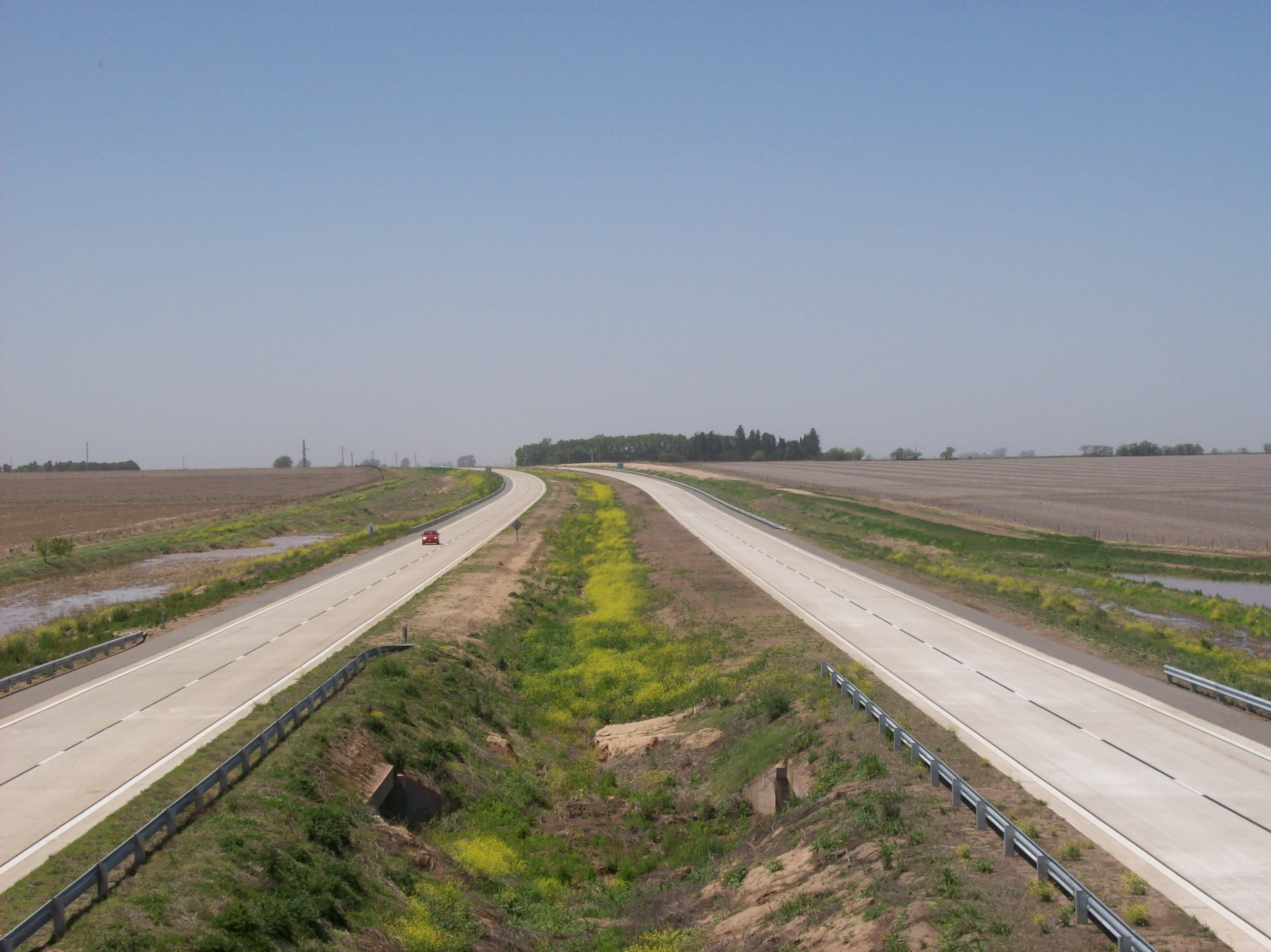
Trecho Rosário-Córdoba da Autoestrada 9

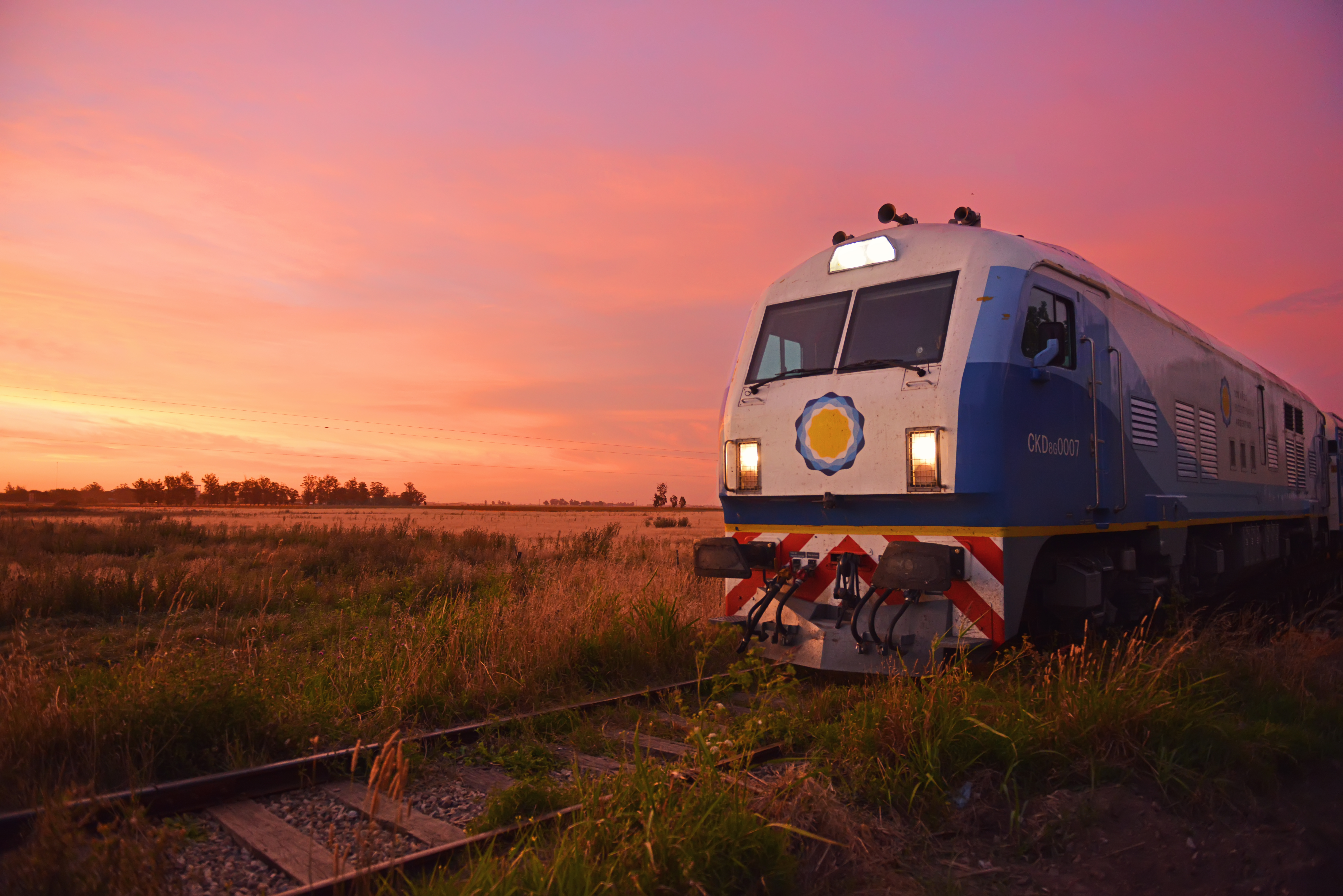
Trem de passageiros próximo a Mar del Plata

A infraestrutura de transportes da Argentina é relativamente avançada. Existem mais de 230 000 km de estradas (não incluindo as estradas privadas rurais), dos quais 72 000 km são pavimentados. Em 2021, o país tinha cerca de 2 800 km de rodovias duplicadas, a maioria saindo da capital Buenos Aires, ligando-a com cidades como Rosário e Córdoba, Santa Fé, Mar del Plata e Paso de los Libres (na fronteira com o Brasil), também havendo rodovias duplicadas saindo de Mendoza em direção à capital, e entre Córdoba e Santa Fé, entre outras localidades. Muitas das rodovias duplicadas são privatizadas. Vias expressas são, no entanto, atualmente insuficientes para lidar com o tráfego local, com 9,5 milhões de veículos a motor registados no território nacional em 2009 (240 para cada 1 000 habitantes).
A rede ferroviária tem um comprimento total de 34 059 km. Depois de décadas em declínio e manutenção inadequada, a maioria dos serviços de passageiros interurbanos foram encerrados em 1992, quando a companhia ferroviária foi privatizada e milhares de quilômetros de pista (excluindo o total acima) entraram em desuso. Os serviços de transporte ferroviário metropolitano em torno de Buenos Aires permaneceram com grande demanda, devido em parte ao seu fácil acesso para o metrô de Buenos Aires. Os serviços ferroviários interurbanos estão sendo reativados em várias linhas.
Inaugurado em 1913, o Metrô de Buenos Aires foi o primeiro sistema de metrô construído na América Latina e no hemisfério sul. Já não é a mais extensa rede de metrô da América do Sul, mas, com 52,3 km, transporta cerca de um milhão de passageiros por dia.
A Argentina tem cerca de 11 000 km de vias navegáveis e estas transportam mais carga do que o sistema ferroviário do país. Isso inclui uma extensa rede de canais, embora a Argentina tenha várias vias navegáveis naturais, sendo as mais significativas os rios de la Plata, Paraná, Uruguai, Negro e Paraguai.
A Aerolineas Argentinas é a principal companhia aérea do país, fornecendo serviços nacionais e internacionais. A Austral Líneas Aéreas é uma subsidiária da Aerolineas Argentinas, com um sistema de rotas que cobre quase todo o país. A Líneas Aéreas del Estado é uma companhia aérea de gerência militar que realiza voos domésticos.

### Educação

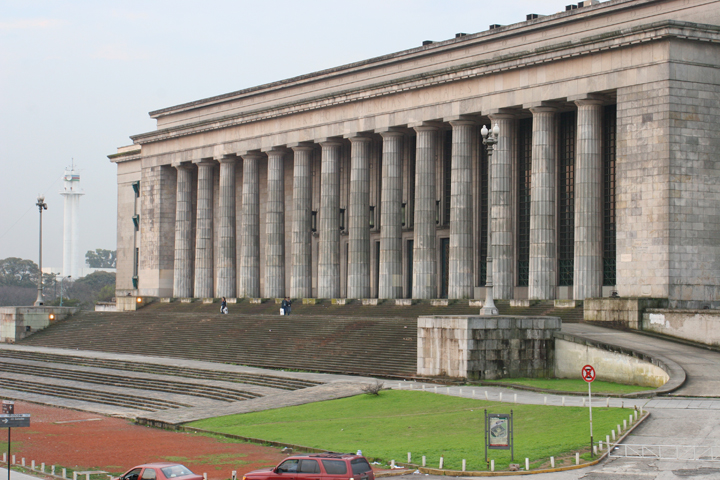
Faculdade de Direito da Universidade de Buenos Aires.

Depois da independência, a Argentina construiu um sistema nacional de educação pública se espelhando nas outras nações, colocando o país em uma boa colocação no ranking global de alfabetização. Atualmente o país tem um índice de alfabetização de 97% e três em cada oito adultos acima de 20 anos completaram os estudos da escola secundária ou superior.

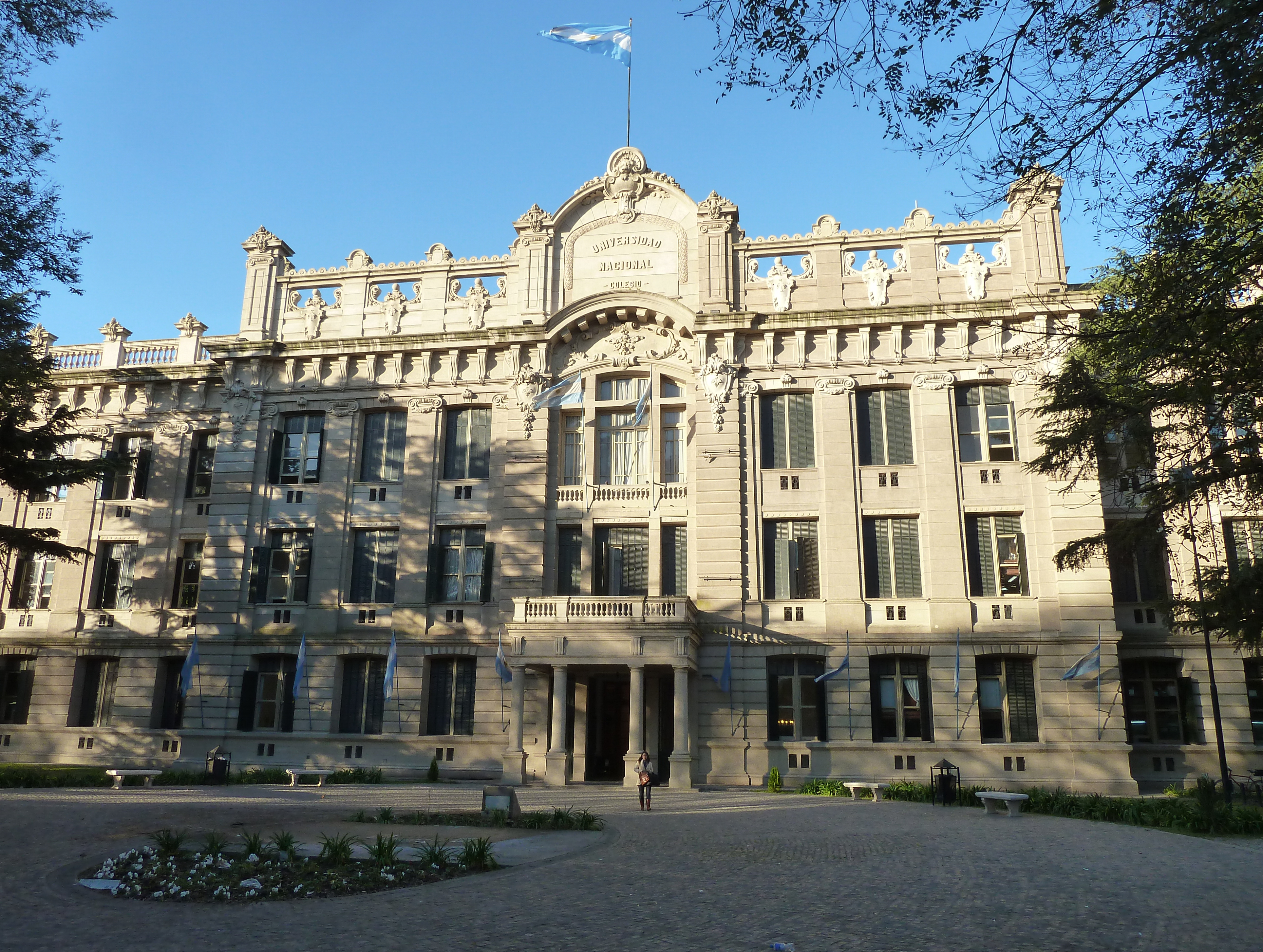
Colégio Nacional Rafael Hernández, parte da Universidade Nacional de La Plata

A ida para a escola é obrigatória dos 5 aos 17 anos. O sistema escolar da Argentina consiste em um nível primário que dura de seis a sete anos, e um secundário que dura de cinco a seis anos. Na década de 1990 o sistema foi dividido em diferentes tipos de instituições de ensino secundário, chamadas "Educacion Secundaria" e a "Polimodal". Algumas províncias adotaram o "Polimodal" enquanto outras não. Um projeto no Executivo para acabar com essa medida e retornar ao sistema mais tradicional de educação de nível secundário foi aprovado em 2006.
A educação pública na Argentina é gratuita do primário até a universidade. Apesar da alfabetização ser quase universal no início de 1947, a maioria dos jovens tinha pouco acesso a educação depois dos sete anos obrigatórios durante a primeira metade do século XX; após isso, quando o sistema de educação gratuita foi estendido para o secundário e a universidade, a demanda por locais de ensino tem superado os planos feitos (particularmente desde a década de 1970). Consequentemente, a educação pública está largamente em falta e em declínio, e isso ajudou a educação privada a crescer, apesar disso ter causado uma clara diferença entre aqueles que podem pagar por ela (normalmente a classe média e alta) e o resto da sociedade, já que as escolas privadas normalmente não têm sistemas de bolsa. Aproximadamente um em cada quatro estudantes do primário e secundário, e um em cada seis estudantes universitários vão para instituições privadas.
Quatro em cada cinco adultos argentinos completaram o ensino fundamental, mais de um terço ter concluíram o ensino médio e um em cada nove adultos do país tem diploma universitário. A Argentina também tem o maior índice de estudantes universitários da América Latina e do hemisfério sul, com professores e instituições que receberam prêmios de prestígio e bolsas de instituições filantrópicas como a John S. Guggenheim Foundation e o Howard Hughes Medical Institute. Fontes oficiais relataram cerca de 1,5 milhão de estudantes universitários no âmbito do Sistema Universitário Argentino, o que representa a maior taxa de estudantes universitários em relação à sua população total da América Latina e maior que a de muitos países desenvolvidos.

### Ciência e tecnologia

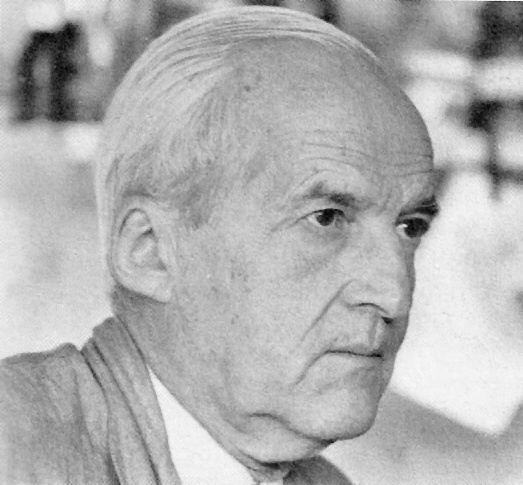
Dr. Luis Federico Leloir, um dos cinco argentinos vencedores do Prêmio Nobel

A Argentina tem três ganhadores do Prêmio Nobel em ciências (e dois ganhadores do Nobel da Paz). A pesquisa realizada no país conduziu ao tratamento de doenças cardíacas e várias formas de câncer. Domingo Liotta projetou e desenvolveu o primeiro coração artificial implantado com sucesso em um ser humano, em 1969. René Favaloro desenvolveu as técnicas e realizou a primeira cirurgia de ponte de safena do mundo. Bernardo Houssay, o primeiro latino-americano premiado com um Prêmio Nobel em Ciências, descobriu o papel dos hormônios da hipófise na regulação da glicose em animais; César Milstein fez uma extensa pesquisa sobre anticorpos; Luis Leloir descobriu como os organismos armazenam energia convertendo glicose em glicogênio e em compostos que são fundamentais no metabolismo de carboidratos. Uma equipe liderada por Alberto Taquini e Eduardo Braun-Menéndez descobriu a angiotensina em 1939 e foi o primeiro a descrever a natureza enzimática do sistema renina-angiotensina e seu papel na hipertensão. O Instituto Leloir de biotecnologia é um dos mais prestigiados em seu campo na América Latina. Dr. Luis Agote criou o primeiro método seguro de transfusão de sangue, Enrique Finochietto projetou ferramentas de mesa de operação, tais como as tesouras cirúrgicas que levam seu nome ("tesoura Finochietto").

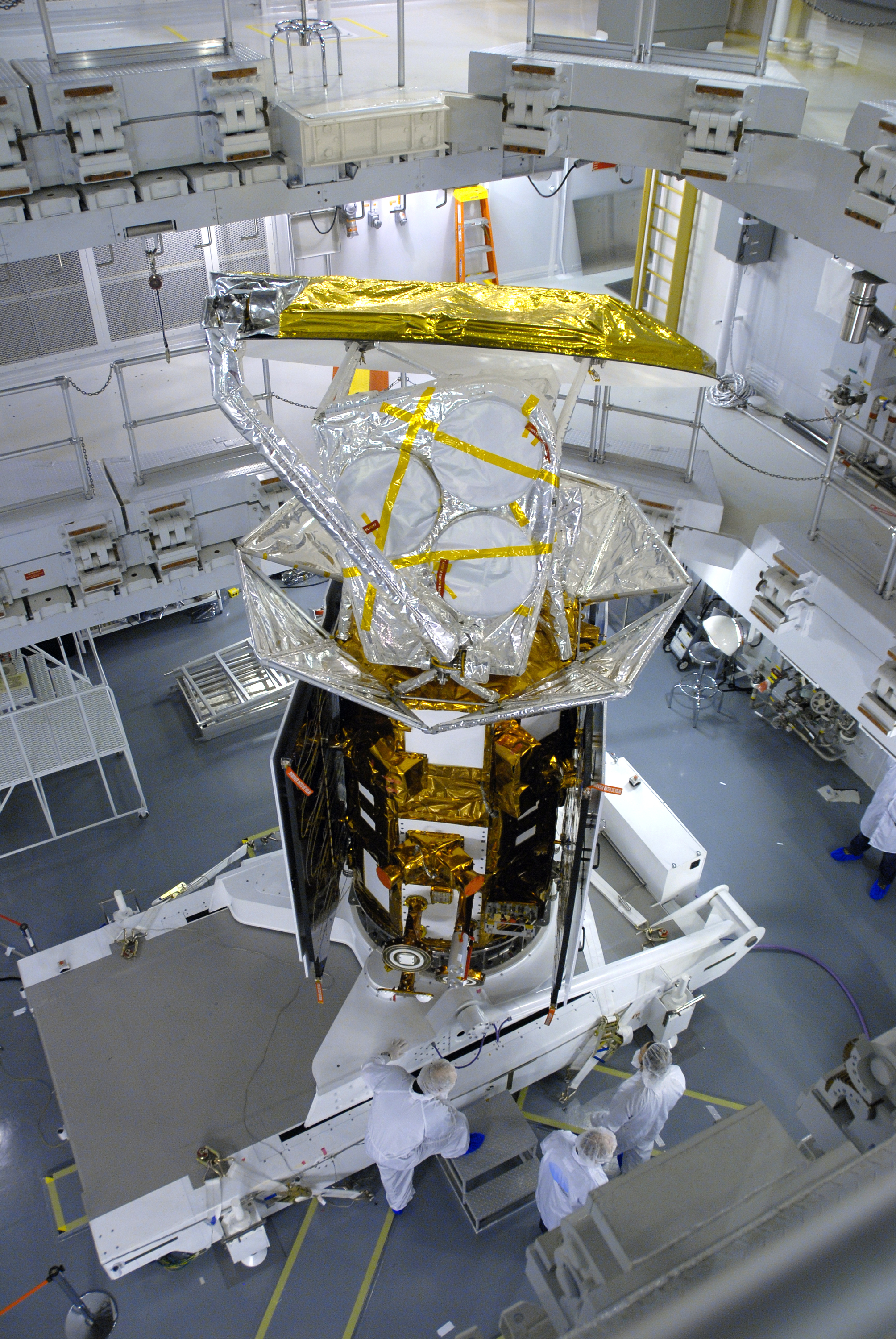
Satélite artificial argentino SAC-D

O programa nuclear argentino é altamente avançado, tendo resultado na fabricação de um reator de pesquisas em 1957 e do primeiro reator comercial da América Latina, em 1974. O país desenvolveu seu programa nuclear sem ser excessivamente dependente de tecnologia estrangeira. Instalações nucleares com tecnologia argentina foram construídas em países como Peru, Argélia, Austrália e Egito. Em 1983, o país admitiu ter a capacidade de produzir urânio com potência bélica, um passo necessário para montar armas nucleares; desde então, no entanto, a Argentina se comprometeu a usar a energia nuclear apenas para fins pacíficos. Como um membro do Conselho de Governadores da Agência Internacional de Energia Atômica, o país tem sido uma voz forte em apoio aos esforços de não proliferação nuclear e é altamente comprometido com a segurança nuclear global.
Outros projetos estão se concentrando em áreas como TI, nanotecnologia, biotecnologia, helicópteros, máquinas agrícolas e sistemas defensivos militares. A pesquisa espacial também se tornou cada vez mais ativa na Argentina. Fundada em 1991, a Comissão Nacional de Atividades Espaciais (CONAE) lançou dois satélites com sucesso e, em junho de 2009, garantiu um acordo com a Agência Espacial Europeia (ESA) para a instalação de uma antena com 25 metros de diâmetro e de sua estrutura de apoio na missão do Observatório Pierre Auger. A instalação vai contribuir com várias sondas espaciais da ESA e da CONAE, além de projetos de pesquisa nacionais. Escolhido entre vinte potenciais locais e um dos três únicos com tais instalações da ESA em todo o mundo, a nova antena vai criar uma triangulação que permitirá à ESA garantir a cobertura de missões em tempo real.

### Energia

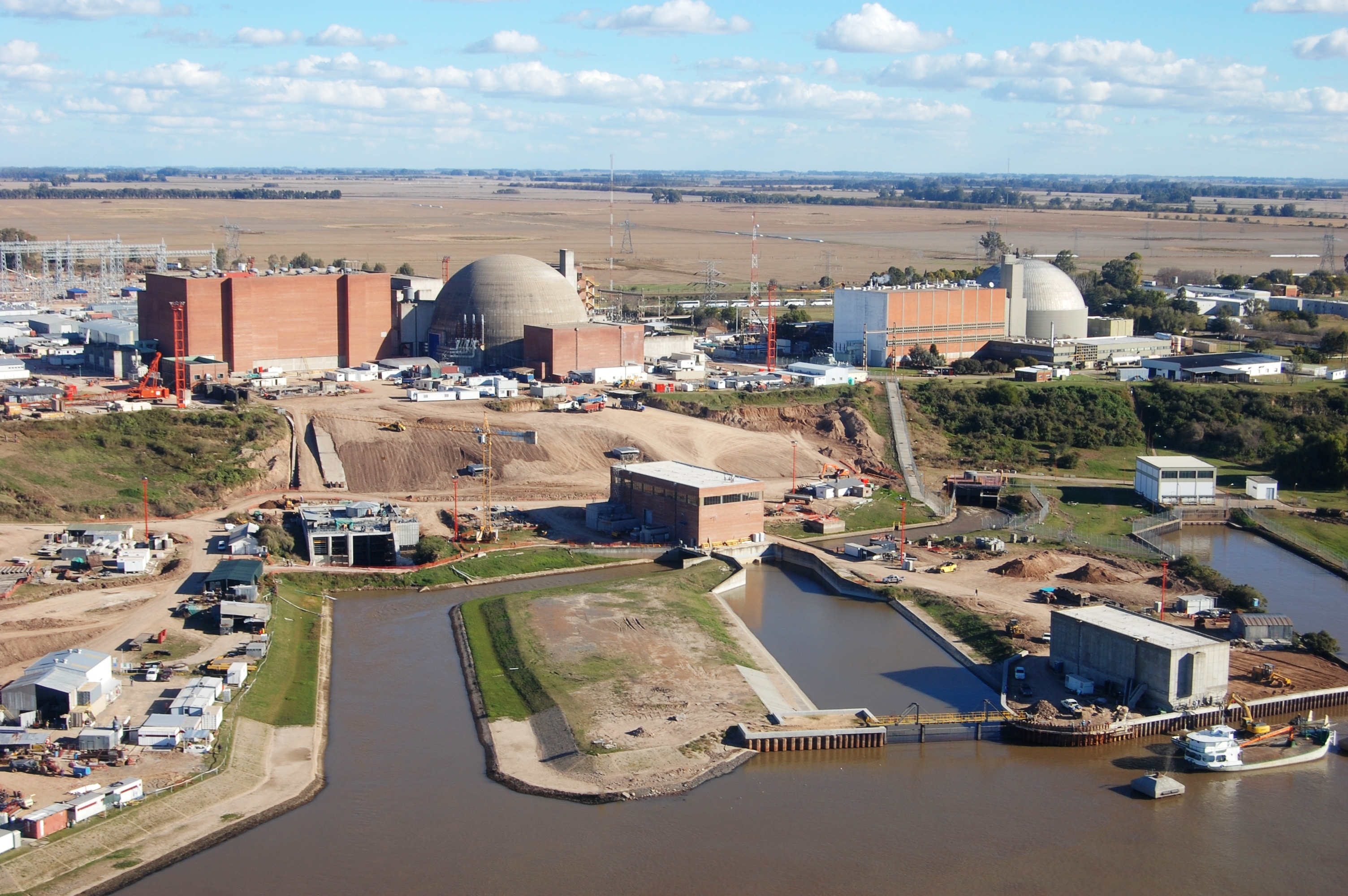
Central Nuclear Atucha, a primeira usina nuclear construída na América Latina

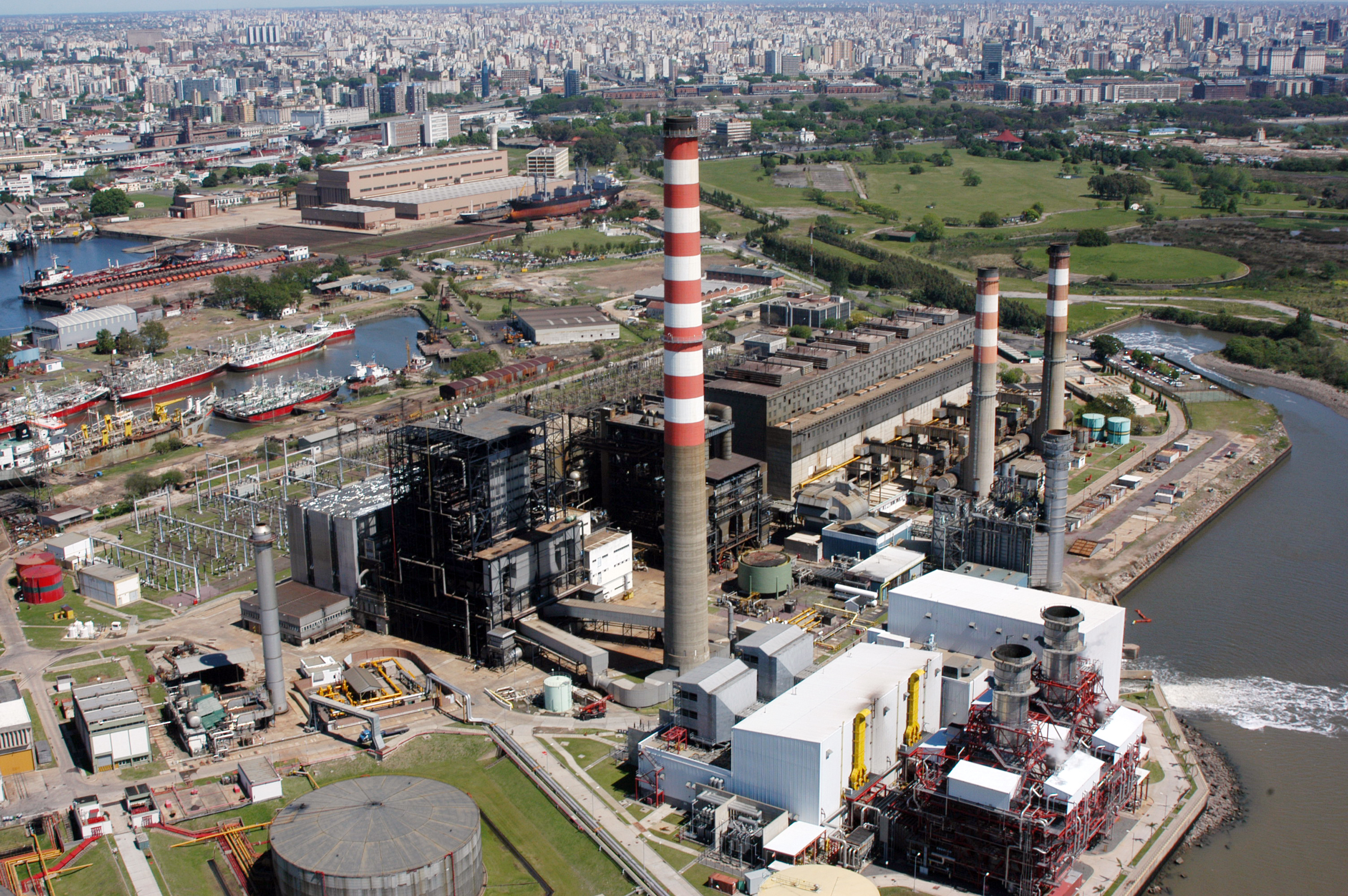
Usina termoelétrica Costanera, em Buenos Aires

A Argentina produz, de acordo com dados de 2005, cerca de cerca de 101 176 GWh de eletricidade. As principais fontes de energia utilizadas pelo país para a geração de eletricidade são a hidrelétrica (34 041 GWh por ano) e térmica (56 385 GWh por ano), juntamente com a produção de energia nuclear (6 873 GWh por ano). A energia é distribuída por dois sistemas principais: o Sistema Interconectado Nacional e o Sistema Interconectado Patagônico, além de alguns pequenos sistemas isolados de ambos.
O setor de energia elétrica argentino é o terceiro maior mercado latino-americano de energia. Depende principalmente na geração térmica (~ 57% da capacidade instalada) e hidrelétrica (~ 39%). As novas tecnologias de energia renovável ainda são muito pouco utilizadas. O país ainda tem um grande potencial hidrelétrico inexplorado. No entanto, a geração térmica predominante por combustão de gás natural está em risco devido à incerteza sobre a oferta futura desse recurso natural. A produção de petróleo e de gás natural atingiu 38 323 000 metros cúbicos e 48 738 000 metros cúbicos anuais, respectivamente. As reservas de petróleo são estimadas em 346 634 000 metros cúbicos, enquanto as de gás natural totalizaram 455 625 000 metros cúbicos.
Em 2021, a Argentina tinha, em energia elétrica renovável instalada, 11 350 MW em energia hidroelétrica (21º maior do mundo), 3 292 MW em energia eólica (26º maior do mundo), 1 071 MW em energia solar (43º maior do mundo), e 219 MW em biomassa. O potencial eólico da região da Patagônia é considerado gigantesco, havendo estimativas de que a área poderia fornecer eletricidade suficiente para sustentar sozinha o consumo de um país como o Brasil. Porém, a Argentina tem deficiências infraestruturais para realizar a transmissão da eletricidade das áreas desabitadas com muito vento para os grandes centros do país. Já os problemas financeiros e políticos atrapalham a exploração do gás natural, a maior base energética do país. Em 2017, a Argentina foi o 18º maior produtor do mundo (e o maior produtor da América Latina) de gás, e o país possui o campo de Vaca Muerta, que tem perto de 16 bilhões de barris de óleo de xisto tecnicamente recuperável, o segundo maior depósito de gás natural de xisto do mundo. Porém, falta ao país capacidade para explorar a jazida: são necessários capital, tecnologia e conhecimentos que só podem vir de empresas de energia offshore, que veem a Argentina e suas políticas econômicas erráticas com considerável suspeita, não querendo investir no país.

## Cultura
A cultura argentina tem importantes influências europeias. Buenos Aires, sua capital cultural, é amplamente caracterizada pela prevalência de pessoas de ascendência europeia e da imitação consciente dos estilos europeus na arquitetura. Outra influência importante foram os gaúchos e seu estilo de vida tradicional autossuficiente. Finalmente, tradições indígenas americanas (como infusões de erva-mate) foram absorvidas pelo ambiente cultural geral.

### Literatura

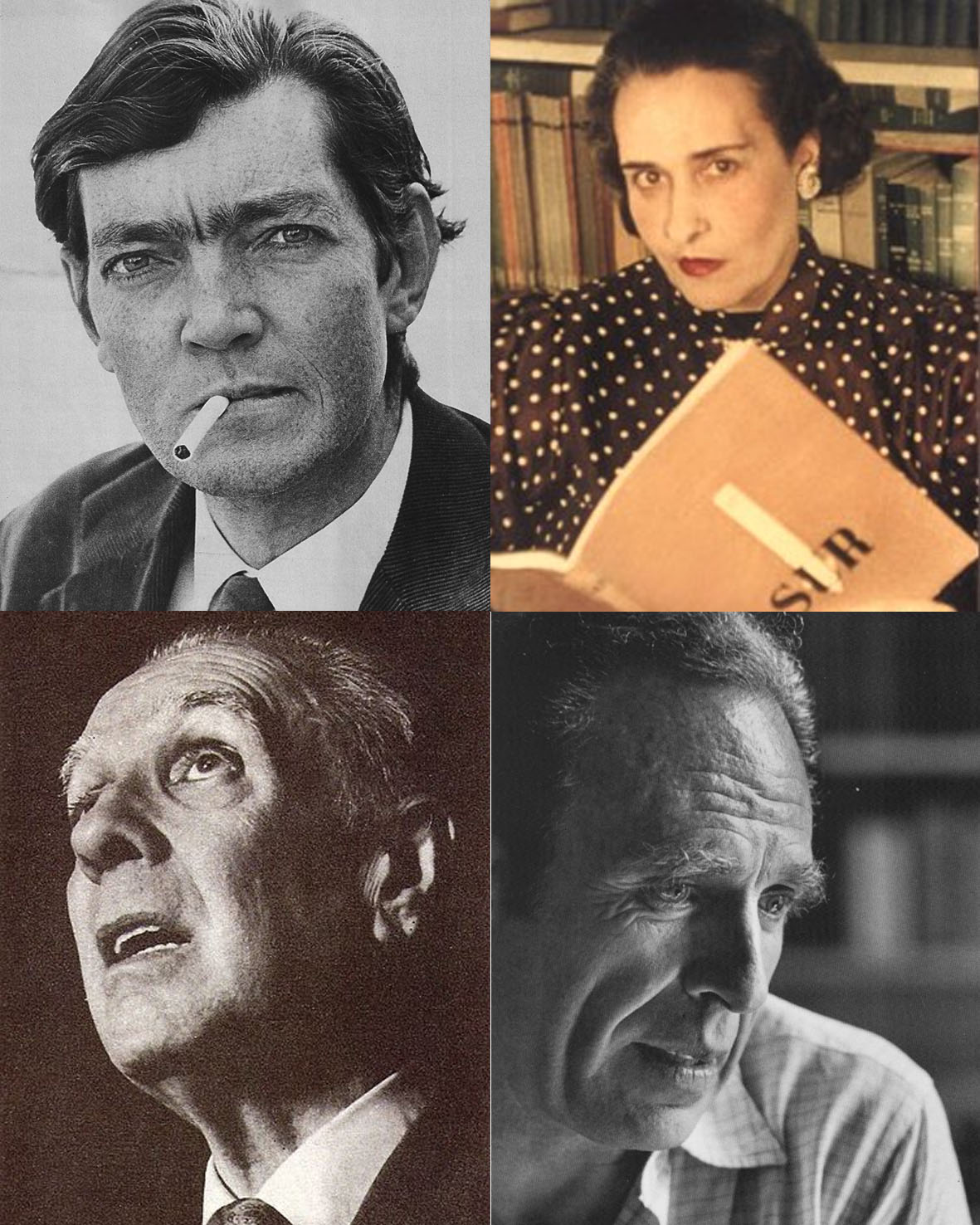
Quatro dos mais influentes escritores argentinos: Julio Cortázar, Victoria Ocampo, Jorge Luis Borges e Adolfo Bioy Casares

A Argentina tem uma rica história literária, bem como uma das indústrias de publicação mais ativas da região. Os escritores argentinos têm um lugar proeminente na literatura latino-americana desde que se tornaram uma entidade totalmente unida em 1850. A luta entre os Federalistas (que defendiam uma confederação de províncias com base no conservadorismo rural) e os Unitários (pró-liberalismo e defensores de um governo central forte, que incentivaria a imigração europeia), deu o tom para a literatura argentina da época.
O abismo ideológico entre o gaúcho épico Martín Fierro de José Hernández, e o Facundo de Domingo Faustino Sarmiento, é um grande exemplo. Hernández, um federalista, opunha-se às tendências centralizadoras, modernização e europeização. Sarmiento escrevia em apoio à imigração como o único caminho para salvar a Argentina de tornar-se sujeita à regra de um pequeno número de famílias de caudilhos ditatoriais, argumentando que esses imigrantes fariam a Argentina mais moderna e aberta a influências europeias ocidentais e portanto, uma sociedade mais próspera.
A literatura argentina do período foi ferozmente nacionalista. Foi seguido pelo movimento modernista, que surgiu na França no final do século XIX e, neste período, por sua vez foi seguido pelo vanguardismo, com Ricardo Güiraldes como uma importante referência. Jorge Luis Borges, o escritor mais aclamado, encontrou novas maneiras de olhar o mundo moderno de forma metafórica e filosófica e sua influência estendeu-se a escritores de todo o mundo. Borges é mais conhecido por seus trabalhos em contos como Ficciones e El Aleph.
Outros escritores, poetas e intelectuais notáveis do país incluem: Juan Bautista Alberdi, Roberto Arlt, Enrique Banchs, Adolfo Bioy Casares, Silvina Bullrich, Eugenio Cambaceres, Julio Cortázar, Esteban Echeverría, Leopoldo Lugones, Eduardo Mallea, Ezequiel Martínez Estrada, Tomás Eloy Martínez, Victoria Ocampo, Manuel Puig, Ernesto Sábato, Osvaldo Soriano, Alfonsina Storni e María Elena Walsh.

### Cinema e teatro
A indústria cinematográfica argentina cria cerca de 80 filmes de longa-metragem anualmente. O número per capita de filmes é uma das maiores da América Latina. O primeiro longa de animação do mundo foi feito e lançado na Argentina, pelo cartunista Quirino Cristiani, em 1917 e 1918.
Desde 1980, o cinema argentino alcançou reconhecimento mundial, como A História Oficial (Oscar de melhor filme estrangeiro em 1986), Hombre mirando al sudeste, Un lugar en el mundo, Nove Rainhas, El hijo de la novia, Diários de Motocicleta, Iluminados por el fuego e O Segredo dos Seus Olhos, que ganhou o Oscar de melhor filme estrangeiro em 2009. Uma nova geração de diretores argentinos chamou a atenção dos críticos em todo o mundo. Os compositores argentinos Luis Bacalov e Gustavo Santaolalla foram honrados com o Oscar de melhor trilha sonora. Lalo Schifrin recebeu vários Grammys e é mais conhecido pelo tema da Mission: Impossible.
Buenos Aires é uma das grandes capitais do teatro. O Teatro Colón é um marco nacional de espetáculos de ópera e clássicos; sua acústica é considerada a melhor do mundo. Com a sua cena de teatro, de calibre nacional e internacional, a Avenida Corrientes é um sinônimo de arte. A avenida é referida como "a rua que nunca dorme" e por vezes considerada como a Broadway de Buenos Aires.
O Teatro General San Martin é um dos mais prestigiados da Argentina e o Teatro Nacional Cervantes também é muito importante. Copi, Celia Alcántara, Enrique Santos Discépolo e Tulio Carella  são alguns exemplos de grande dramaturgos da Argentina. Julio Bocca, Jorge Donn e Marianela Nuñez são alguns dos grandes bailarinos da era moderna.

### Mídia
A indústria de mídia de impressão é altamente desenvolvida na Argentina, com mais de duzentos jornais. Os principais são o Clarín (centrista, o mais vendido da América Latina e o segundo mais difundido no mundo de língua espanhola), o La Nación (centro-direita, publicado desde 1870), o Página/12 (esquerdista, fundada em 1987), o Buenos Aires Herald (o jornal de língua inglesa mais prestigioso da América Latina, liberal, datando de 1876), o La Voz del Interior (centro, fundado em 1904) e o Argentinisches Tageblatt (semanário alemão, liberal, publicado desde 1878).

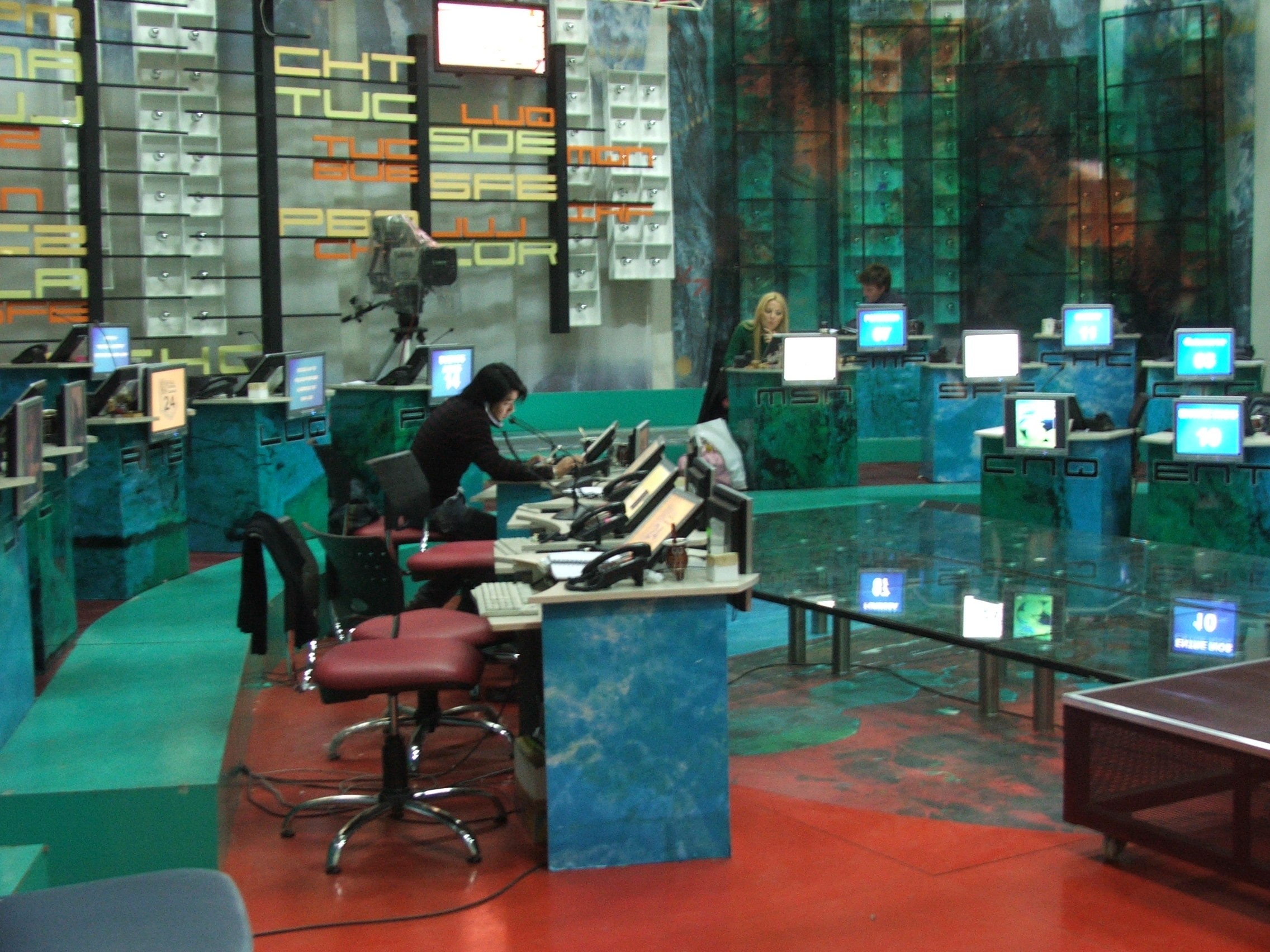
"Estudio Pais 24" no Canal 7

A Argentina começou a primeira transmissão de rádio regular do mundo em 27 de agosto de 1920, quando Parsifal de Richard Wagner foi transmitida por uma equipe de estudantes de medicina liderada por Enrique Telémaco Susini no Teatro Coliseo de Buenos Aires. Em 2002, havia 260 estações de rádio AM e 1150 de rádio FM registradas no país.
A indústria da televisão argentina é grande, diversificada e popular em toda a América Latina, com muitas produções e formatos de TV sendo exportados para o exterior. Desde 1999, os argentinos gozam da maior disponibilidade de televisão por cabo e por satélite na América Latina, sendo que em 2014 totalizava 87,4% dos domicílios do país, taxa semelhante à dos Estados Unidos, Canadá e Europa.
Até 2011, a Argentina também tinha a maior cobertura de telecomunicações em rede entre as potências latino-americanas: cerca de 67% da população tinha acesso à internet e 137,2%, assinaturas de telefones celulares.

### Música

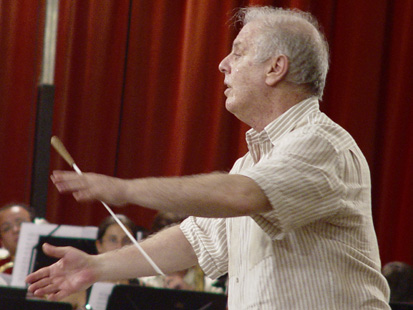
Daniel Barenboim, diretor musical da Ópera Estatal de Berlim

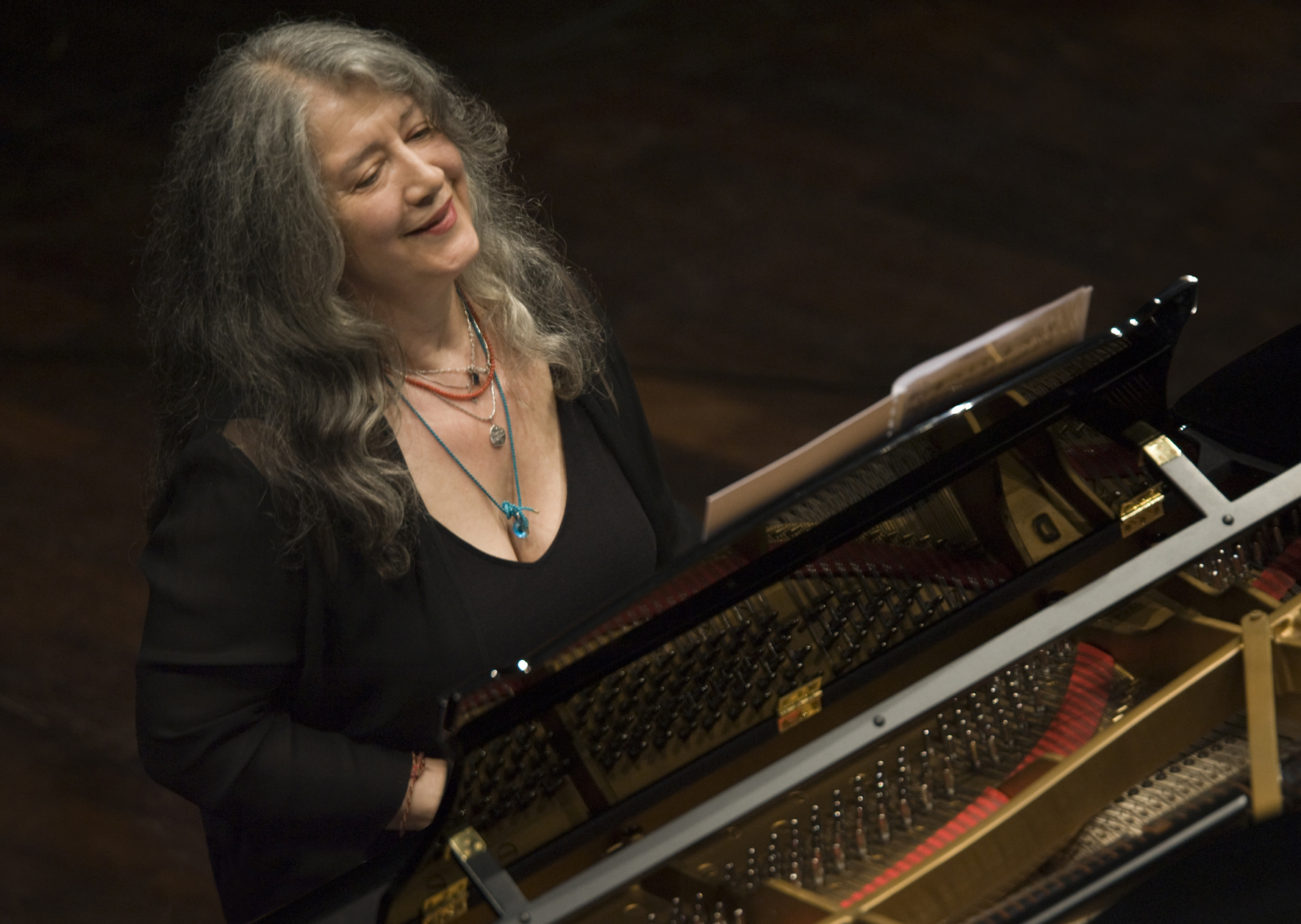
Martha Argerich, uma das melhores pianistas da segunda metade do século XX

O tango, a música e a letra (geralmente cantadas em uma forma de gíria chamada "lunfardo"), é o símbolo musical da Argentina. A idade de ouro do tango (1930 a meados dos anos 1950) inspirou-se no jazz e no swing nos Estados Unidos, com grandes grupos orquestrais também, como as bandas de Osvaldo Pugliese, Aníbal Troilo, Francisco Canaro, Julio de Caro e Juan D'Arienzo. Incorporando a música acústica e depois os sintetizadores no gênero em 1955, o virtuoso bandoneonista Astor Piazzolla popularizou o "novo tango" criando uma tendência mais sutil e intelectual. Hoje, o tango goza de popularidade em todo o mundo; em constante evolução, o neo-tango é um fenômeno global com grupos de renome como Tanghetto, Bajofondo e Gotan Project.
O rock argentino desenvolveu um estilo musical distinto em meados da década de 1960, quando Buenos Aires e Rosário tornaram-se berço de grupos de garagem e vários músicos aspirantes. Hoje ele é considerado a forma mais prolífica e bem-sucedida do rock em espanhol. Bandas como Soda Stereo, Sumo, Virus, Abuelos de la nada, Enanitos verdes, Patricio Rey y sus Redonditos de Ricota, GIT e compositores como Charly García, Luis Alberto Spinetta, Andrés Calamaro e Fito Páez são referências da cultura nacional. A banda Serú Girán fez a entrada nos anos 1980, quando as bandas argentinas tornaram-se populares em toda a América Latina e em outros lugares.
A música clássica europeia está bem representada na Argentina. Buenos Aires é o lar do mundialmente famoso Teatro Colón. Músicos e intérpretes como Martha Argerich, Eduardo Alonso-Crespo, Daniel Barenboim, Eduardo Delgado e Alberto Lysy, e compositores clássicos, como Juan José Castro e Alberto Ginastera, são internacionalmente aclamados. Algumas cidades têm eventos anuais e importantes festivais de música clássica, como a Semana Musical Llao Llao, em San Carlos de Bariloche e o Amadeus em Buenos Aires.
Além das dezenas de danças regionais, estilo folclórico nacional argentino surgiu na década de 1930. A Argentina de Perón daria origem a Nueva canción, como os artistas começaram a expressar em sua música objeções a temas políticos. O estilo passou a influenciar a totalidade da música latino-americana.

### Gastronomia

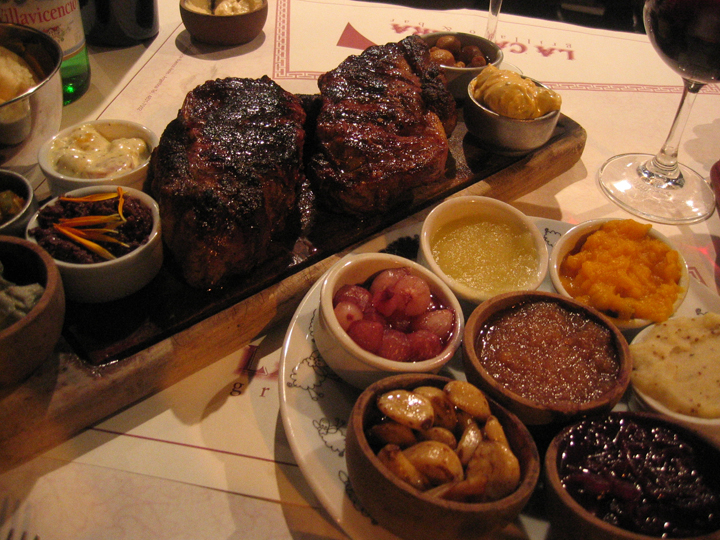
Chouriço argentino

Além de muitos pratos de massas, salsichas e sobremesas comuns à Europa continental, os argentinos desfrutam de uma grande variedade de criações indígenas e crioulas, incluindo empanadas, uma mistura de milho, feijão, carne, bacon, cebola e cabaça), humita e mate.
O país tem o maior consumo de carne vermelha do mundo, tradicionalmente preparado como asado, o churrasco argentino. Ele é feito com vários tipos de carnes, muitas vezes incluindo chouriço, pão doce, chitterlings e linguiça.
As sobremesas comuns incluem facturas, bolos e panquecas cheias de doce de leite, alfajores e sopaipillas.
O vinho argentino, um dos melhores do mundo, é parte integrante do menu local. Malbec, Torrontés, Cabernet Sauvignon, Syrah e Chardonnay são algumas das variedades mais procuradas.

### Esportes
|                                                                               |  | |
| Diego Maradona, bicampeão mundial, com o troféu da Copa do Mundo FIFA de 1986 |  | Lionel Messi, artilheiro da Seleção Argentina, eleito oito vezes o Melhor Jogador do Mundo na Bola de Ouro |

O esporte nacional oficial da Argentina é o pato, jogado a cavalo, mas o esporte mais popular é o futebol. Dentre os grandes títulos internacionais da seleção nacional de futebol, estão três Copas do Mundo da FIFA (1978, 1986 e 2022), duas medalhas olímpicas de ouro (2004 e 2008) e dezesseis Copas América, sendo a seleção que mais conquistou títulos no torneio, a última em 2024. Mais de mil jogadores argentinos jogam no exterior, a maioria deles em campeonatos do futebol europeu. Seus maiores rivais são o Brasil, a maior rivalidade do mundo entre seleções nacionais; a Alemanha, com quem disputou três finais de Copas do Mundo (1986, 1990 e 2014) e o Uruguai, todas entre os dez maiores clássicos do mundo.
A Associação de Futebol Argentino (AFA) foi formada em 1893 e é a oitava mais antiga associação de futebol nacional do mundo. Com mais de 3 500 clubes de futebol, incluindo 30 na primeira divisão, organiza desde 1891 o Campeonato Argentino de Futebol. Desde sua primeira edição, 29 equipes conquistaram títulos do torneio nacional.
Nos últimos 20 anos, o futsal e o futebol de praia estão cada vez mais populares. A seleção argentina de futebol de praia foi uma das quatro concorrentes no primeiro campeonato internacional para o esporte, em Miami, em 1993.
O basquetebol é um esporte muito popular. A Seleção Argentina de Basquetebol Masculino é a única na zona FIBA Américas que conquistou a coroa quíntupla: Campeonato Mundial, Medalha de Ouro Olímpica, Bola de Diamante, Campeonato das Américas e Medalha de Ouro Pan-Americana. Também conquistou 13 campeonatos sul-americanos e muitos outros torneios. Emanuel Ginóbili, Luis Scola, Andrés Nocioni, Fabricio Oberto, Pablo Prigioni, Carlos Delfino e Juan Ignacio Sánchez são alguns dos jogadores mais aclamados do país, todos eles parte da NBA. A Argentina foi sede do Campeonato Mundial de Basquetebol Masculino em 1950 e 1990.
A Argentina tem produzido alguns dos campeões mais formidáveis para o boxe, como Carlos Monzón, o melhor peso médio da história; Pascual Pérez, um dos boxeadores peso leve mais decorados de todos os tempos; Víctor Galíndez, detentor do recorde de 2009 para as defesas consecutivas do título mundial de peso-pesado; e Nicolino Locche, apelidado de "O Intocável" por sua defesa magistral; eles são todos incluídos no International Boxing Hall of Fame.

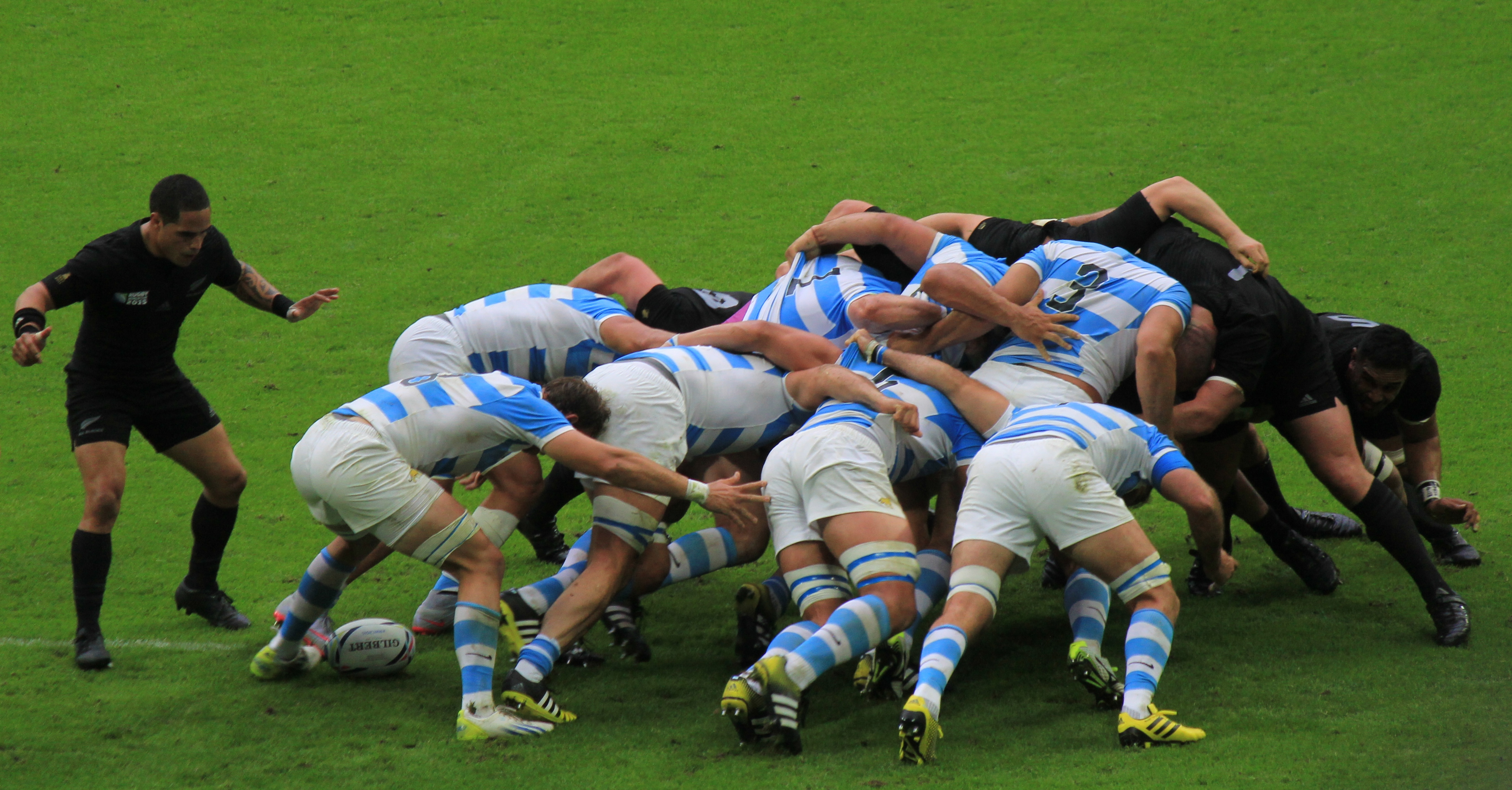
Argentina contra Nova Zelândia durante a Copa do Mundo de Rugby Union de 2015

O país tem uma importante seleção de rugby, conhecida como "Los Pumas", com muitos dos seus jogadores jogando na Europa. O país bateu a nação anfitriã França duas vezes durante a Copa do Mundo de Rugby de 2007, ficando em terceiro lugar na competição. Os Pumas estão atualmente em oitavo lugar no ranking mundial oficial.
O tênis tem sido bastante popular entre as pessoas de todas as idades. Guillermo Vilas é o maior jogador latino-americano da história do esporte, enquanto Gabriela Sabatini é a mais talentosa jogadora argentina de todos os tempos — tendo alcançado o terceiro lugar no Ranking WTA, são ambos inscritos no International Tennis Hall of Fame.
A Argentina reina absoluta no polo, tendo conquistado mais campeonatos internacionais do que qualquer outro país, sendo raramente vencida desde os anos 1930. O Campeonato Argentino de Polo é o troféu internacional mais importante do esporte. O país é o lar da maioria dos melhores jogadores do mundo, entre eles Adolfo Cambiaso, o melhor da história.
Historicamente, a Argentina teve uma forte exibição dentro de corridas de automóveis. Juan Manuel Fangio foi cinco vezes campeão mundial de Fórmula 1 em quatro equipes diferentes, vencendo 102 de suas 184 corridas internacionais e é amplamente classificado como o maior piloto de todos os tempos. Outros corredores distinguidos foram Oscar Alfredo Gálvez, Juan Gálvez, José Froilán González e Carlos Reutemann.

### Feriados oficiais
| Data | Nome em português                                                    | Nome local                                                              |
| --- | -------------------------------------------------------------------- | ----------------------------------------------------------------------- |
| 1 de janeiro | Ano Novo                                                             | Año Nuevo                                                               |
| 6 de janeiro | Dia de Reis ou Epifania                                              | Epifanía, Reyes Magos ou somente Reyes                                  |
| março ou abril | Sexta-feira Santa                                                    | Viernes Santo                                                           |
| 24 de março | Dia Nacional da Memória pela Verdade e a Justiça                     | Día Nacional de la Memoria por la Verdad y la Justicia                  |
| 2 de abril * | Dia do veterano de guerra e mortos em combate na Guerra das Malvinas | Día del Veterano de Guerra y de los Caídos en la Guerra de las Malvinas |
| 1 de maio | Dia Internacional do Trabalho                                        | Día Internacional del Trabajo                                           |
| 25 de maio | Revolução de Maio                                                    | Revolución de Mayo                                                      |
| 20 de junho ** | Dia da Bandeira Argentina                                            | Día de la Bandera                                                       |
| 9 de julho | Dia da Independência                                                 | Día de la Independencia                                                 |
| 17 de agosto ** | Morte do general José de San Martín                                  | Muerte del general José de San Martín                                   |
| 11 de setembro | Morte de Domingo Faustino Sarmiento                                  | Muerte de Domingo Faustino Sarmiento                                    |
| 12 de outubro * | Dia de Respeito à Diversidade Cultural                               | Día del Respeto a la Diversidad Cultural                                |
| 20 de novembro | Dia da Soberania                                                     | Día de la Soberanía                                                     |
| 8 de dezembro | Imaculada Conceição de Maria                                         | Inmaculada Concepción de María                                          |
| 25 de dezembro | Natal                                                                | Navidad                                                                 |
| * Se o dia é terça ou quarta-feira, o feriado muda para a segunda-feira anterior. Se o dia é quinta ou sexta-feira, o feriado muda para a segunda-feira seguinte. ** O feriado ocorre na terceira segunda-feira do mês. |                                                                      |                                                                         |